# Edificios históricos de la Universidad Federal de Río Grande del Sur

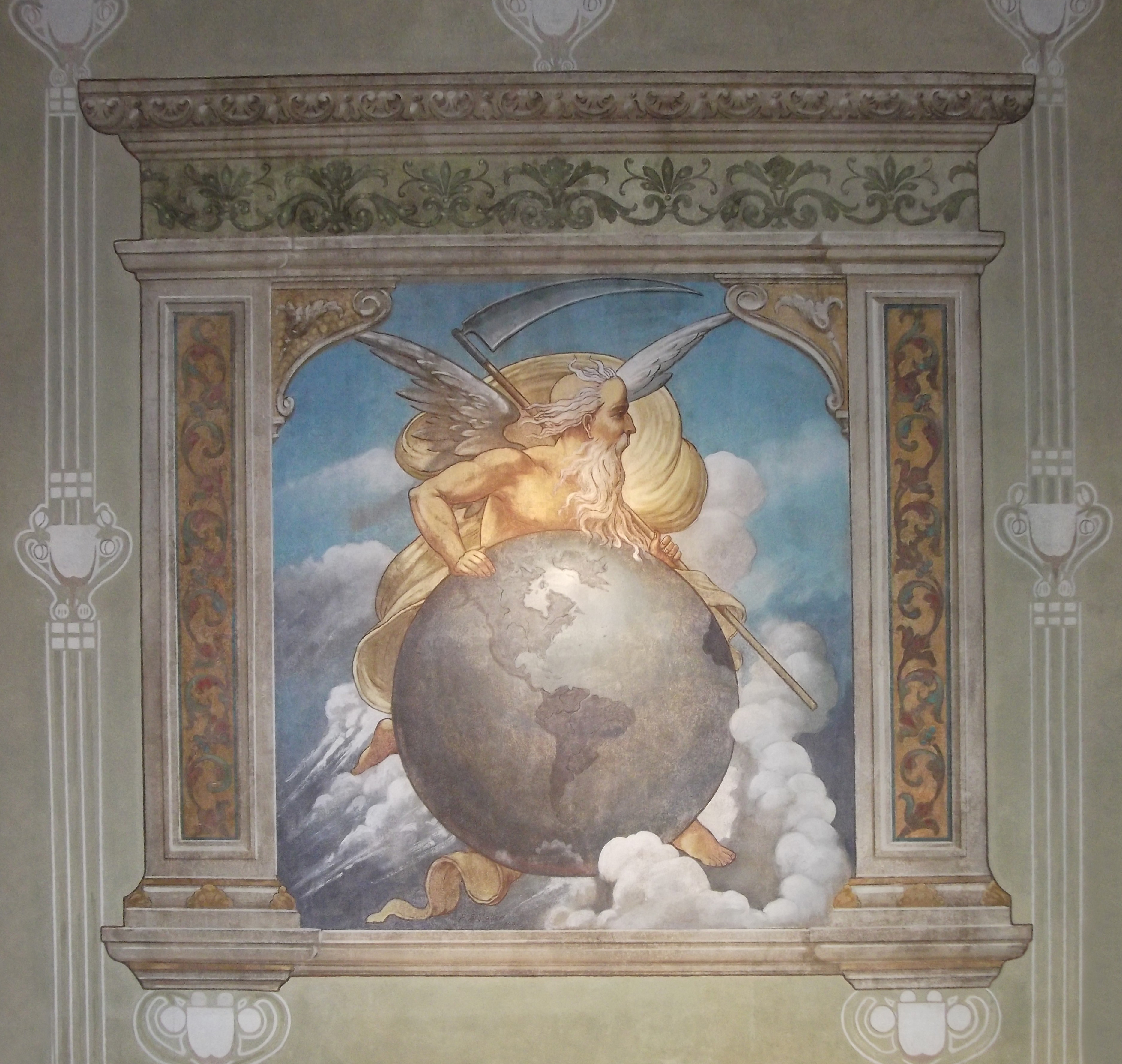
Pintura mural en el Observatorio Astronómico representando a Crono, el dios griego del tiempo, obra de Ferdinand Schlatter.

Los edificios históricos de la Universidad Federal de Río Grande del Sur son un conjunto de edificios, algunos de dimensiones palaciegas, ubicados en la ciudad de Porto Alegre, Brasil. Todos los edificios pertenecen a la Universidad Federal de Río Grande del Sur (UFRGS) y están situados, en su mayoría, en su Campus Central, junto al Parque Farroupilha, otros en el Campus de la Salud, en el Campus Vale y en la localidad de Eldorado do Sul. 
El complejo se divide cronológicamente en dos grandes grupos. El grupo conocido como edificios de la "Primera Generación", centrado en el Campus Central, surgió entre 1898 y 1928 para albergar las primeras escuelas de enseñanza superior del estado y sus departamentos técnicos que posteriormente se fusionaron para dar origen a la moderna UFRGS. De estilo ecléctico, son uno de los principales hitos arquitectónicos de la capital y su importancia histórica deriva de la gran influencia que las facultades ejercieron en el desarrollo de la ciencia, la tecnología, la sociedad, la educación y la cultura en Río Grande del Sur. Todo el conjunto es Patrimonio Cultural del Estado y está declarado como patrimonio por el Municipio, y dos edificios han sido catalogados por el Instituto del Patrimonio Histórico y Artístico Nacional. Tras mucho tiempo de estar en mal estado, a principios del siglo XXI todo el complejo fue restaurado y acondicionado para su pleno uso. 
El segundo grupo, el de la "Segunda Generación", dividido entre el Campus Central y el Campus de la Salud, se construyó entre 1951 y 1964 en estilo modernista para dar respuesta a la acuciante necesidad de nuevos espacios para una universidad que crecía rápidamente. Son menos conocidos y estudiados, pero tienen un importante interés arquitectónico y también han sido declarados como patrimonio por el Municipio. Uno de ellos, el edificio del Rectorado, es Patrimonio Cultural del Estado. El Campus Central sigue siendo hoy un centro activo de enseñanza superior y también reserva espacios para la comunidad actuando como centro cultural con una programación variada que incluye cursos, conferencias, visitas guiadas, conciertos, exposiciones y mucho más.

## Primera generación
Su construcción está estrechamente vinculada al desarrollo urbano y cultural de la ciudad y es testimonio de la historia de una de las principales universidades públicas de Brasil. Algunos se originaron como sedes de las primeras escuelas de enseñanza superior del Estado, a saber, la Escuela de Ingeniería, la Facultad de Derecho, la Facultad de Medicina y la Facultad de Agronomía, mientras que otros fueron construidos por las facultades para albergar sus divisiones técnicas especializadas, como fue el caso del Observatorio Astronómico y del Instituto de Química Industrial. La UFRGS moderna nació de la fusión de estas diversas facultades independientes.

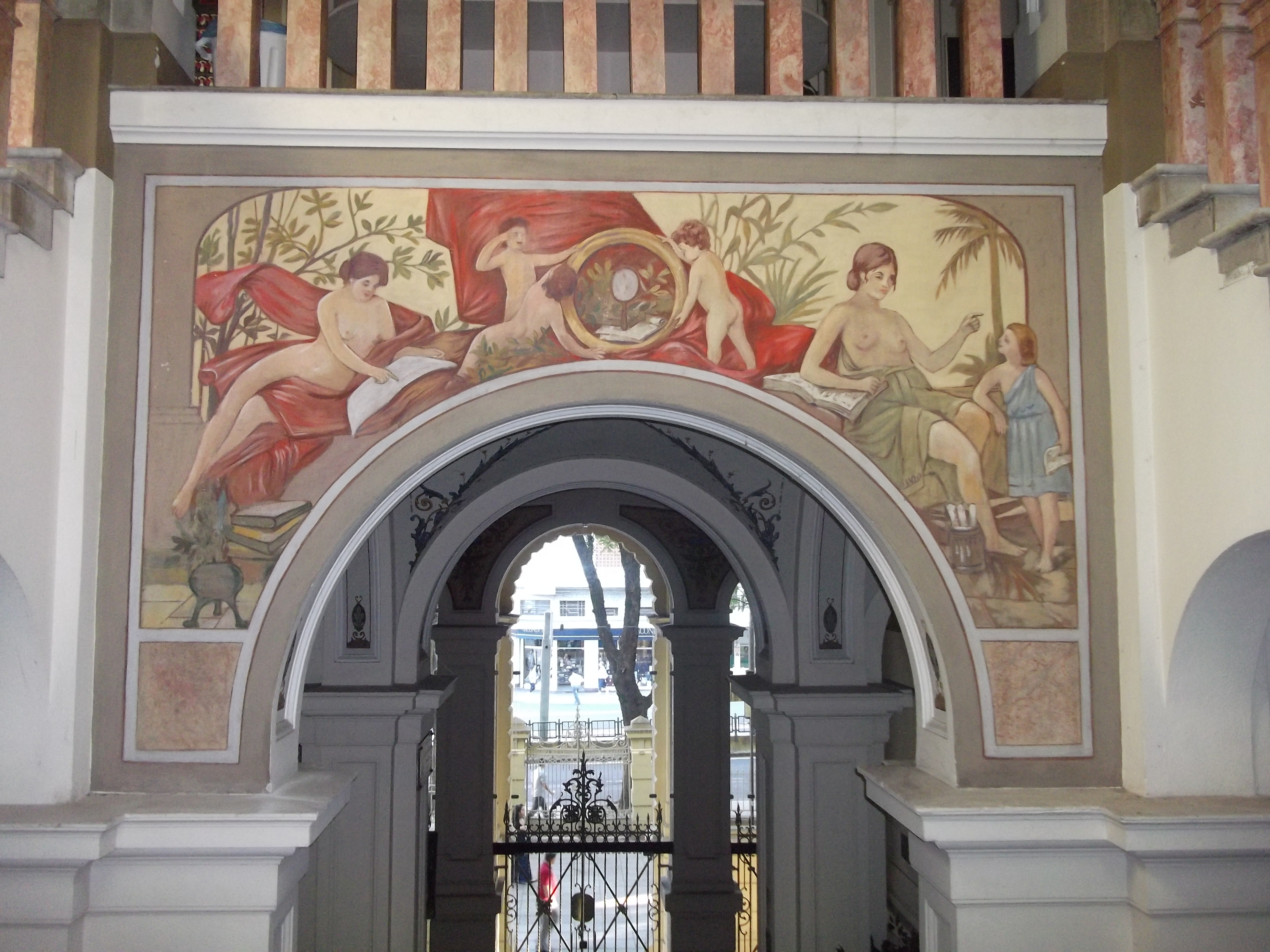
Pinturas murales en la Facultad de Derecho

El conjunto de doce edificios, considerado la "Primera Generación" de edificios de la UFRGS, fue erigido entre 1898 y 1928 en el extremo noroeste de lo que hoy es el Parque Farroupilha, una zona que a principios del siglo XIX era una vasta llanura aluvial que servía de vertedero y lugar de descanso para carreteros y arrieros y que recientemente, con el crecimiento de la ciudad, ha sido objeto de un creciente interés inmobiliario y urbanístico. Diversos edificios fueron posteriormente adaptados, ampliados y remodelados, formando un conjunto diverso con variedad de estilos arquitectónicos, predominando la ecléctica. Algunos están influenciados por el Art Nouveau', estando entre los primeros representantes de esta estética en la arquitectura de Porto Alegre.
La construcción de este imponente complejo formaba parte de la política de los gobiernos estatal y municipal, dominados por el Partido Republicano Riograndense y sus ideales positivistas, haciendo un gran esfuerzo por promover estudios superiores y técnicos que trajeran el progreso y una nueva civilización y por "transformar el Porto Alegre provinciano de la época imperial en una ciudad con aires metropolitanos". Entre finales del siglo XIX y principios del XX, la ciudad experimentó un enorme aumento de palacios para la burguesía adinerada y suntuosas sedes de bancos, empresas y oficinas públicas, acompañado de una remodelación del centro urbano.

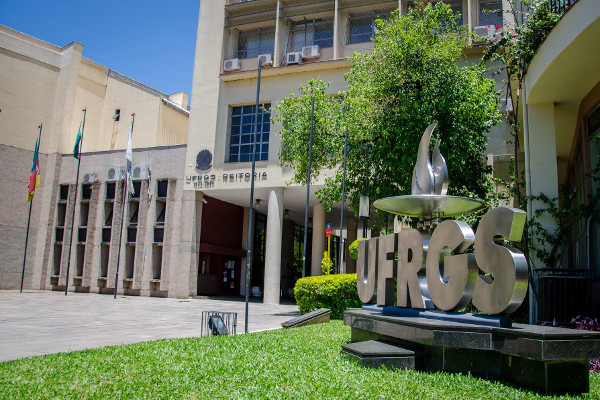
Entrada de la Rectoría, con el bloque del Salón de Actos a la izquierda, ambos modernistas de la "Segunda Generación"

Tras la Exposición del Centenario de la Revolución Farroupilha de 1935, instalada en el Parque Farroupilha, se pensó en reorganizar y ampliar los edificios universitarios, creados en 1934, como una "Universidad de Porto Alegre", incorporando las escuelas independientes. Un proyecto de 1937 contemplaba la transformación de todo el parque en una Ciudad Universitaria, demoliendo todos los edificios y construyendo otros nuevos, excepto Medicina y el Instituto de Educación, pero el proyecto fue mal acogido por la sociedad y el Municipio y fue abandonado. Poco después, durante la reforma del Plan General Municipal, dado que la zona ya estaba muy valorada, se propuso desalojar todo el campus trasladando todas las dependencias universitarias a otra ubicación, para permitir la apertura de calles y una reurbanización completa de la zona que tampoco se llevó a cabo. Necesitada de más espacio, a pesar de la resistencia municipal, la universidad fue autorizada a construir nuevos edificios cerca de los existentes, que serían conocidos como la "Segunda Generación" de edificios históricos de la UFRGS, y la construcción comenzó en 1951. También se preveía la demolición de algunos de los edificios más antiguos, pero no fue así. Durante la gestión del rector Eliseu Paglioli (1952-1964), la construcción se aceleró y se construyeron más de una docena de edificios, algunos de ellos en nuevos campus.
Durante la gestión del rector Francisco Ferraz (1984-1988) cuando muchas unidades de enseñanza ya habían sido transferidas al nuevo Campus do Vale, al Campus Olímpico y al Campus Saúde, surgió la idea de transformar el conjunto edificado del Campus Central en un centro cultural para lo que sería necesario revitalizar sus edificios y espacios libres en aquel momento muy maltratados. Se puso en marcha el Proyecto Centro Cultural que en 1987 había atraído a más de 200,000 personas para visitas guiadas y actividades culturales. Al mismo tiempo, se puso en marcha un programa de conservación, con reparaciones en varios edificios, como el Instituto Parobé, el Castelinho, Ingeniería, el Observatorio y otros.
Entre 1996 y 1998, la universidad realizó un estudio de su patrimonio constatando el avanzado estado de deterioro de varios de sus edificios históricos, dos de los cuales ya habían sido cerrados por razones de seguridad. En aquel momento, se catalogaron los daños que debían repararse y, a finales de 1998, se lanzó un libro sobre el conjunto, "Os Prédios Históricos da UFRGS: Atualidade e Memória" (en español: "Los edificios históricos de la UFRGS: actualidad y memoria"), con versiones en portugués e inglés, con el fin de llamar la atención del público sobre el valor de los edificios. Ese mismo año, se presentó una solicitud al Instituto del Patrimonio Histórico y Artístico Nacional (IPHAN) para que todo el conjunto fuera declarado monumento histórico. La solicitud recibió el parecer favorable del superintendente regional pero la inscripción efectiva, en 1999, sólo incluyó los edificios de la Facultad de Derecho y del Observatorio Astronómico. Todo el complejo "Primera Generación" fue incluido por el Municipio en el Inventario de Bienes Inmuebles de Valor Histórico, Cultural y de Tradición Expresiva, y fue declarado Patrimonio Cultural del Estado el 15 de septiembre de 2000.

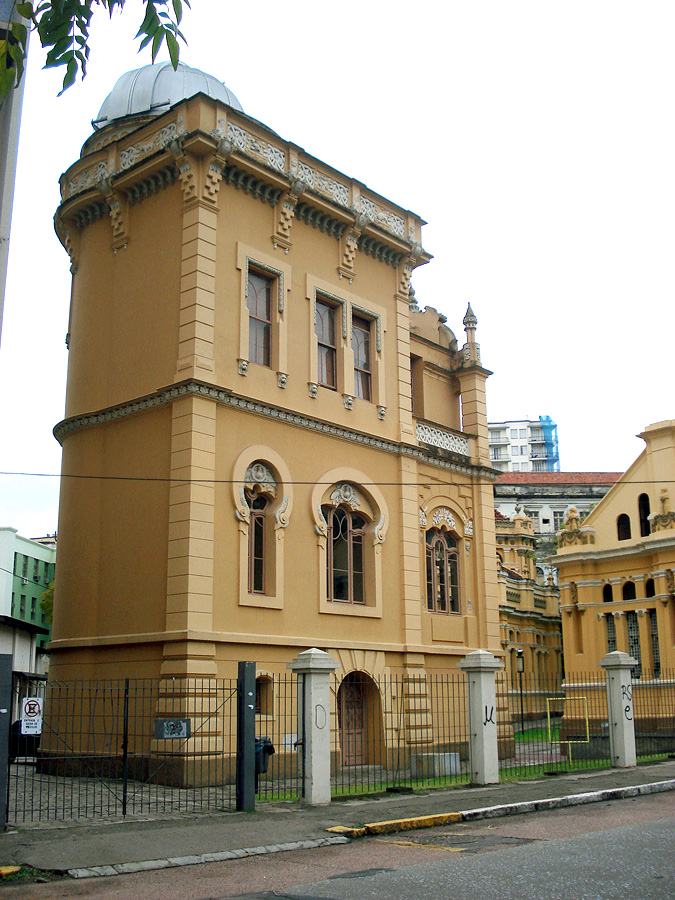
Vista lateral del Observatorio Astronómico

También en 1999, se lanzó el Proyecto de Rescate del Patrimonio Histórico y Cultural con el objetivo de conservar su valioso patrimonio arquitectónico y recalificar su vasta área edificada en un intento por aliviar la crónica escasez de espacio físico que enfrenta la universidad debido a su constante expansión. El proyecto también pretendía proporcionar nuevos recursos educativos y culturales a la comunidad. Al año siguiente, la universidad creó el Departamento de Patrimonio Histórico para coordinar las acciones y, posteriormente, mantener un proyecto permanente para conservar las estructuras y desarrollar actividades culturales y educativas, como cursos, presentaciones artísticas y visitas guiadas.
El proyecto fue aprobado por el Programa Nacional de Apoyo a la Cultura y se obtuvo financiación del Ministerio de Cultura para restaurar el complejo a través de la Ley Rouanet. Para recaudar fondos, se instauró el Día de la Donación, que tuvo una notable respuesta. En el primer Día de la Donación, un solo donante donó 128,600 reales, cantidad suficiente en aquel momento para restaurar todo el Observatorio Astronómico, y más del doble de esta cantidad fue donada por otros benefactores. En 2003, la universidad había recaudado 19,4 millones de reales, más de la mitad a través de la Ley Rouanet.
En 2013, la universidad había completado la restauración de la Facultad de Derecho, el Museo Universitario, la Radio Universitaria, el Observatorio Astronómico, el Castelinho, el Centro de Agronomía y el Château, y los trabajos en los demás estaban muy avanzados. Además de devolver a las valiosas estructuras su pleno uso, el proyecto de restauración ha tenido una respuesta crítica muy positiva, recibiendo el Premio Rodrigo Melo Franco de Andrade del IPHAN en 2000, 2001, 2002 y 2006; el Premio Joaquim Felizardo del Departamento Municipal de Cultura en 2010, y en 2011 la Mención de Honor del Premio Internacional Reina Sofía de Conservación y Restauración del Patrimonio Cultural, ofrecido por el gobierno de España. La administración y conservación de los edificios es compartida entre la Superintendencia de Infraestructura y la Oficina de Patrimonio Histórico. Aunque los edificios han estado mal cuidados durante años, según Luís Artur Siviero, tras la creación del Departamento de Patrimonio Histórico las directrices adoptadas para la conservación y las intervenciones se basan en la legislación vigente y en las cartas patrimoniales adoptadas por organismos internacionales como la Unesco.
Según Diego Devincenzi, "estos edificios constituyen uno de los conjuntos arquitectónicos más antiguos y significativos construidos en Brasil para la enseñanza superior. [...] La UFRGS posee un conjunto edilicio de reconocido valor histórico y cultural" Para Rodrigues, "estos edificios son obras de inestimable valor arquitectónico e histórico, importantes para preservar la memoria de la universidad y la historia sociocultural de Porto Alegre. [...] Son una referencia para la memoria colectiva de miles de individuos - estudiantes, antiguos alumnos, funcionarios, la sociedad de Porto Alegre, entre otros. [...] Este patrimonio cultural construido está impregnado y rodeado de significados simbólicos, reavivando recuerdos y despertando sentimientos de identidad y pertenencia."

### Escuela de Ingeniería

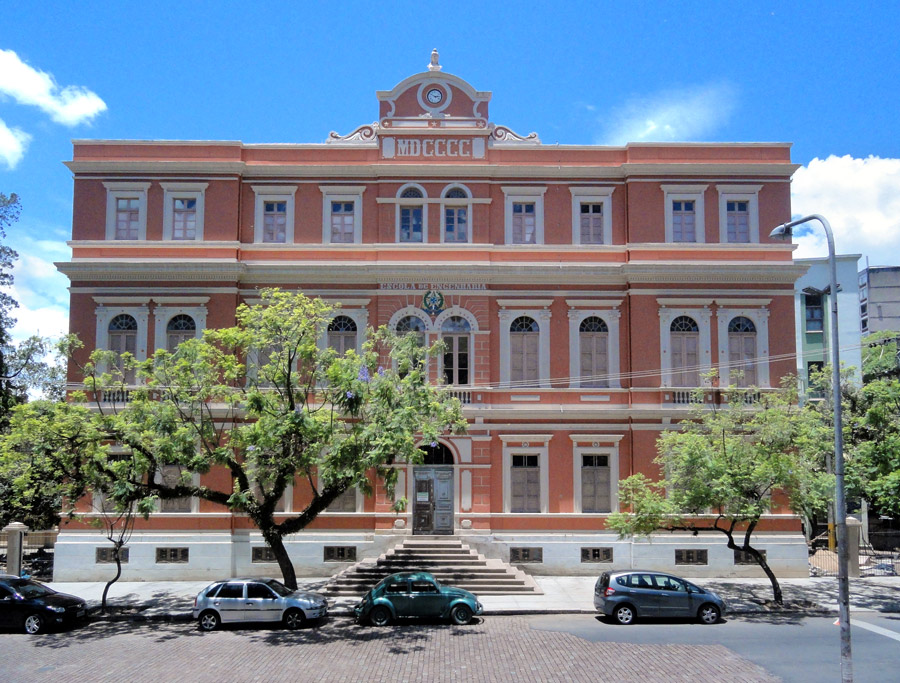
Escola de Engenharia

La Escuela de Ingeniería de la UFRGS fue fundada en 1896, y su primer director fue el ingeniero João José Pereira Parobé quien se encargó de proyectar la sede de la escuela, iniciando su construcción en 1898 e inaugurándola el 1 de enero de 1900. Situada en la Plaza Argentina también conocida como Engenharia Velha (en español: "Ingeniería Vieja"), la mansión original tenía un sótano y dos pisos diseñada con un perfil clasicista austero y simétrico, con una escalinata en la entrada, columnas de orden jónico en los vanos arqueados del segundo piso y un frontón rematado por un busto de la República. En 1912 Manoel Itaqui proyectó una ampliación con un piso más pero la remodelación sólo se llevó a cabo en la década de 1950, rehaciéndose toda la platabanda y el frontón. Fue el primer edificio construido para albergar un curso de enseñanza superior en el estado. Restaurado entre 2008 y 2015, el centenario edificio alberga sectores administrativos y el Centro Académico.

### Château
Proyectado por Manoel Itaqui y construido en 1906 por los italianos Francesco Andrighetto y Paolo Paganini, el Château fue inaugurado el 24 de enero de 1908. Originalmente fue un espacio de trabajo para el Instituto Técnico Profesional de la Escuela de Ingenieros, una escuela de formación profesional para hijos de obreros y niños desfavorecidos que albergaba los talleres de carpintería, ebanistería y metalistería, además de un almacén y un centro médico.
Con un estilo ecléctico influenciado por el Art Nouveau, el edificio cuenta con dos grandes salas y una torre hexagonal, con fachadas decoradas con relieves de motivos vegetales y herrajes. Su aspecto actual es el resultado de varias renovaciones posteriores que alteraron significativamente el diseño original. Su restauración tuvo lugar entre 2003 y 2004, y se encuentra en la Plaza Argentina.

### Castelinho

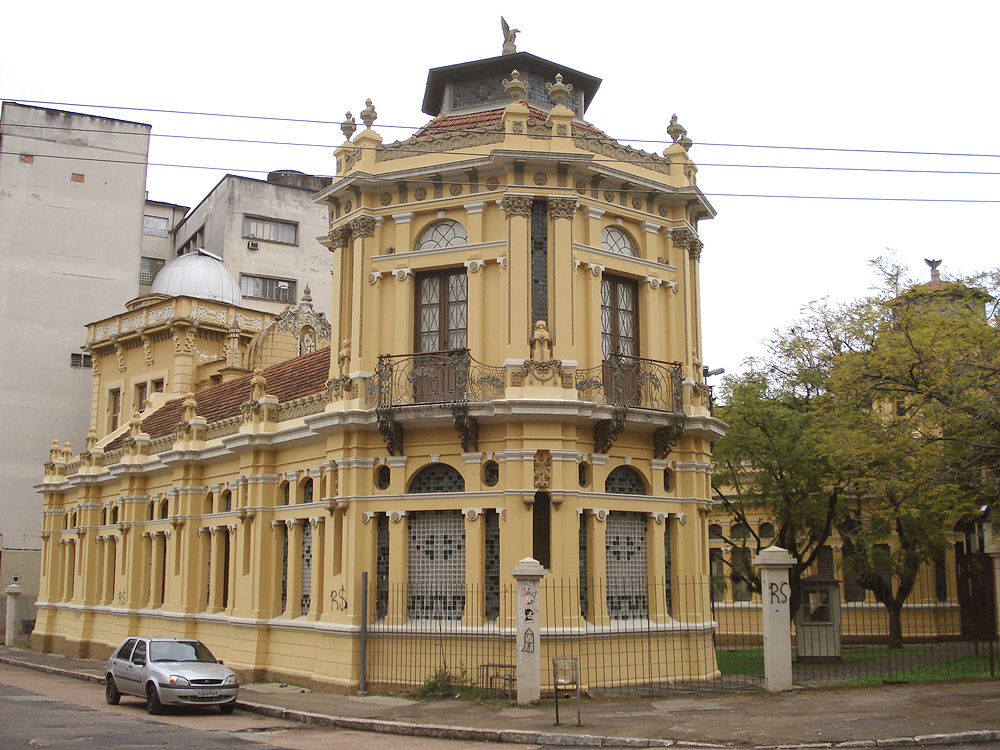
Castelinho.

El Castelinho, ubicado en la Plaza Argentina, construido entre 1906 y 1908 según proyecto de Manoel Itaqui, era un espacio destinado a albergar equipos y herramientas para los laboratorios y talleres del Instituto Técnico Profesional de la Escuela de Ingeniería y prestaba diversos servicios a la comunidad. Posteriormente, el edificio se convirtió en la Biblioteca Central de la Escuela de Ingeniería y, más tarde, sirvió al Departamento de Ingeniería Nuclear que fue clausurado. La Escuela de Ingenieros elaboró un proyecto de restauración en 1993, cuyas obras comenzaron en 1996. Fue reinaugurado el 29 de junio de 2006 y actualmente alberga el Centro de Innovación de la Construcción del Curso de Postgrado en Ingeniería Civil.
También influenciado por el Art Nouveau, el edificio presenta una torre hexagonal asociada a un cuerpo rectangular inferior alargado, con una rica ornamentación de fachada con elementos florales en relieve, balaustradas de hierro en los balcones y ánforas y pedestales en los platabandas.

### Observatorio Astronómico

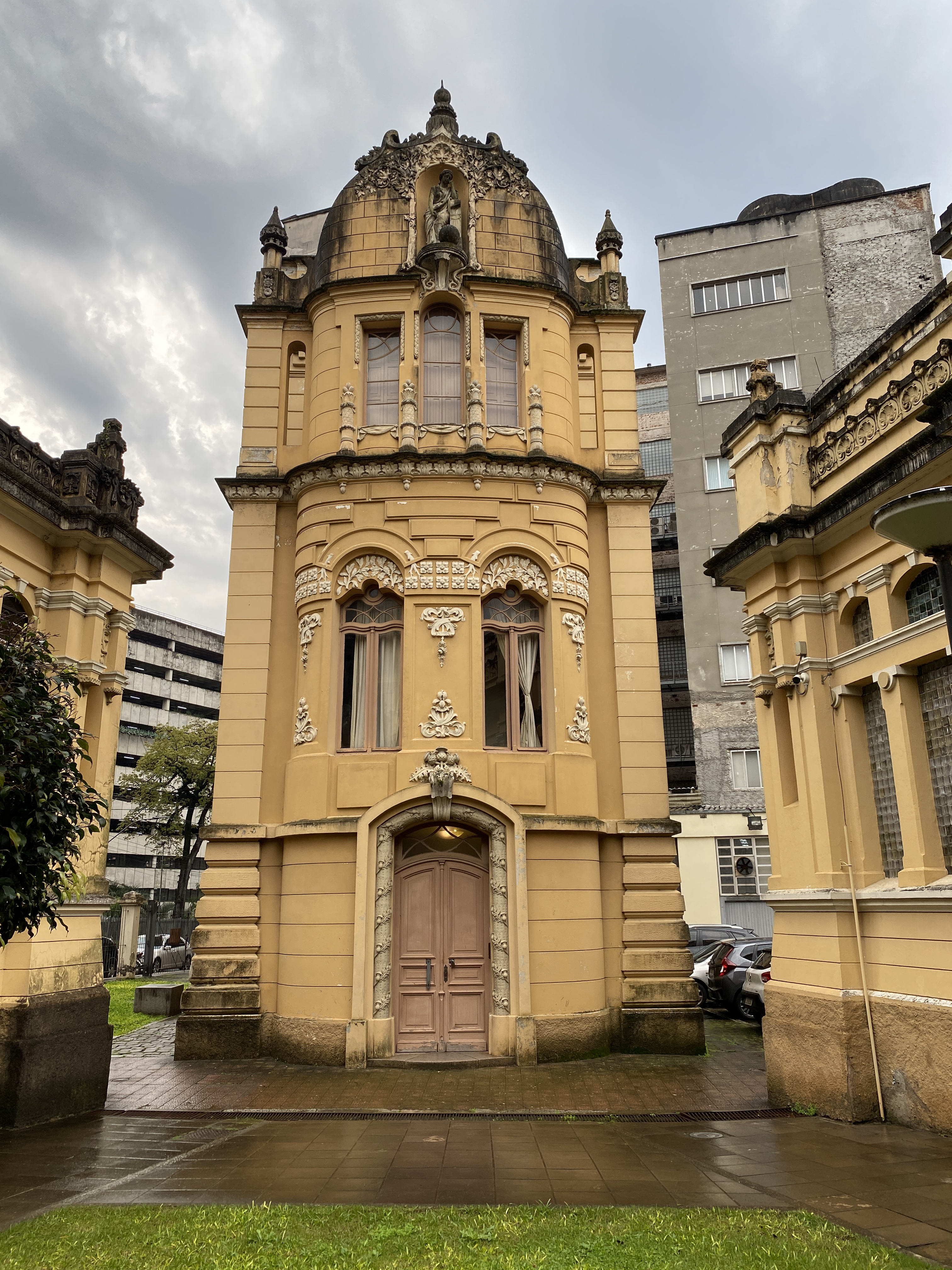
Vista frontal del Observatorio

El Observatorio Astronómico, ubicado en la Plaza Argentina, fue fundado como el Instituto Astronómico y Meteorológico de la Facultad de Ingeniería el 18 de septiembre de 1906. La construcción de la sede comenzó en el mismo año y fue inaugurado en 1908. En 1911 los instrumentos científicos fueron instalados y calibrados por el astrónomo alemán Frederico Rohnenfurer y comenzaron a funcionar, y el 23 de septiembre de 1912 el Observatorio publicó por primera vez la hora correcta.Desde su creación ha destacado por sus investigaciones y servicios en astronomía y meteorología.
En 1921 las operaciones meteorológicas se transfirieron a otro edificio, que hoy alberga la Radio Universitaria, quedando el Observatorio a cargo sólo de la parte astronómica. En la década de 1970, la mayor parte de las actividades restantes se transfirieron a un nuevo observatorio en el Campus do Vale. Actualmente está vinculado al Instituto de Física, ofreciendo actividades educativas y visitas públicas.
Proyectado por Manoel Itaqui en estilo ecléctico, es otro ejemplo temprano de la influencia del "Art Nouveau" en Porto Alegre. Con tres pisos, originalmente tenía dos torres, una cilíndrica con una cúpula de observación, y la otra con una base cuadrada, esta última ahora demolida. La fachada presenta una escultura que representa a Urania, musa de la astronomía, decoración con motivos fitomórficos y zoomórficos, frisos en relieve con imágenes de las constelaciones y los planetas, exquisitos marcos de madera para las ventanas con acabados de encaje y la cúpula giratoria de hierro y madera del laboratorio de observación. También destaca el mural que representa a Crono, el dios del tiempo, en la tercera planta. Además de estar protegido por el estado de Río Grande del Sur, este edificio ha sido catalogado como Patrimonio Nacional.

### Instituto Electrotécnico

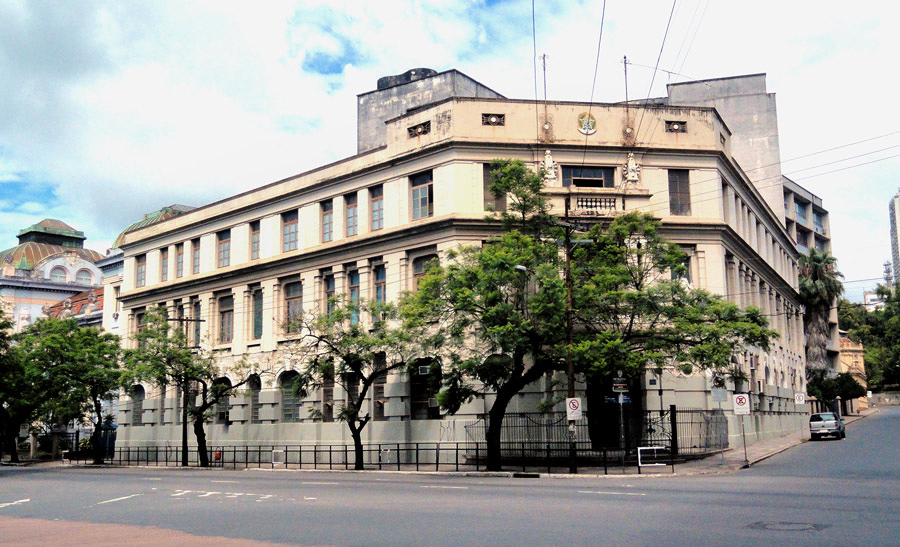
Instituto Eletrotécnico

El Instituto Electrotécnico de la Escuela de Ingeniería fue fundado el 7 de marzo de 1908 y fue la primera escuela en Brasil en formar ingenieros mecánicos, ingenieros eléctricos y técnicos de montaje. Desempeñó un papel importante en la industria electrotécnica, que experimentaba una rápida expansión en la época en que fue construido. Sus equipos eran importados de Estados Unidos y Europa y la mayoría de sus profesores eran extranjeros. En 1922 pasó a llamarse Instituto Montaury, en honor del alcalde de Porto Alegre José Montaury. Hoy el edificio es utilizado por el Departamento de Ingeniería Eléctrica.
Situado en la Avenida Osvaldo Aranha en la esquina con la Rua Sarmento Leite, Manoel Itaqui fue el responsable del proyecto y la construcción fue llevada a cabo por Francisco Andrighetto y Paolo Paganini entre 1906 y 1910. Poco después de su finalización, Itaqui dispuso su ampliación, y en 1951 el Departamento de Obras de la Universidad añadió una planta más, momento en el que se modificaron algunas aberturas y se eliminó toda la decoración de la parte superior del edificio. Su diseño presenta líneas Art déco, con un pórtico de esquina con pesadas columnas dobles y pilastras, y estatuas decorativas de Frederico Pellarin, representando la Electricidad y la Mecánica. También aquí, como en el Castelinho, algunas aberturas siguen cerradas con paneles de bloques de vidrio a la francesa. Los espacios de circulación interna están revestidos de baldosas hidráulicas.

### Instituto Parobé

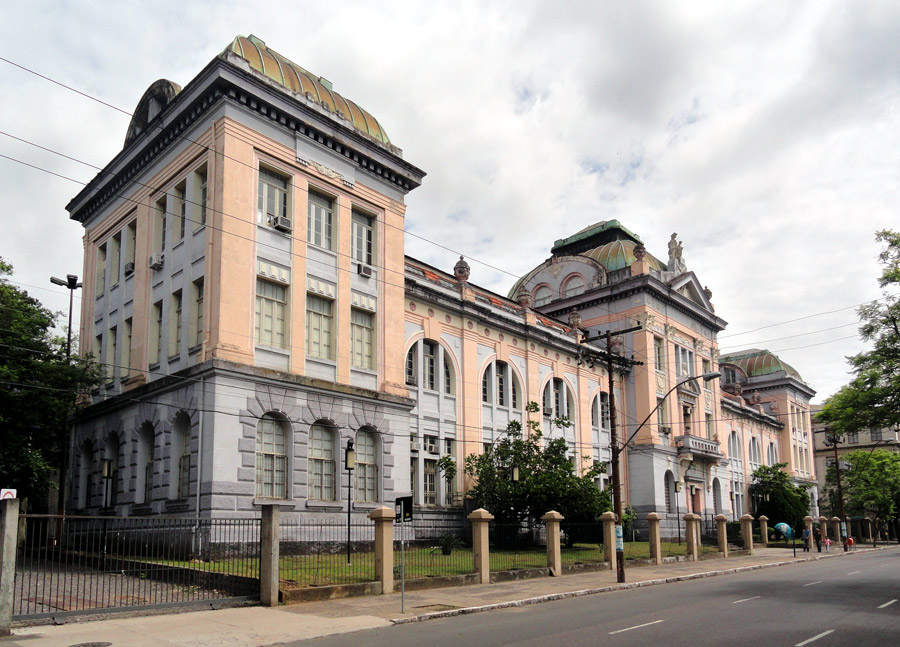
Instituto Parobé.

El Instituto Técnico Profesional Benjamín Constant de la Escuela de Ingeniería fue creado en 1906, y en 1908 comenzó a funcionar en los edificios hoy conocidos como Château y Castelinho, así como en otros pabellones posteriormente demolidos. En 1916 pasó a llamarse Instituto Parobé, en honor del antiguo director de la Escuela de Ingeniería. En sus orígenes fue la escuela técnica más importante de Río Grande del Sur, formando maestros y capataces en las áreas de construcción mecánica y civil, carpintería y artes gráficas. Estaba destinada a la población de baja renta y se impartía gratuitamente en régimen de internado.
La expansión de sus actividades obligó a la construcción de la actual sede del Instituto, a la que se trasladó en 1928. En 1936 el Instituto fue desafiliado de la universidad por ser una escuela secundaria y, en 1961, fue trasladado a otra sede. De 1970 a 1985 el edificio sirvió al Instituto de Matemáticas. En 2024 fue utilizado por los cursos de graduación y posgrado en Ingeniería Mecánica y por el Museo del Motor.
Situado en la rúa Sarmento Leite, el proyecto fue diseñado por el arquitecto Chrétien Hoogenstraaten, su construcción fue encargada a Francisco Andrighetto y comenzó en 1925 siendo inaugurado en 1928. El edificio ecléctico de tres plantas tiene un diseño clasicista, con una fachada simétrica, un cuerpo principal y tres volúmenes prominentes, en la entrada y en los extremos, cubiertos por cúpulas de bronce. La fachada tiene pilastras corintias del Orden Colosal, ornamentos en relieve y estatuaria en la parte superior.

### Facultad de Derecho

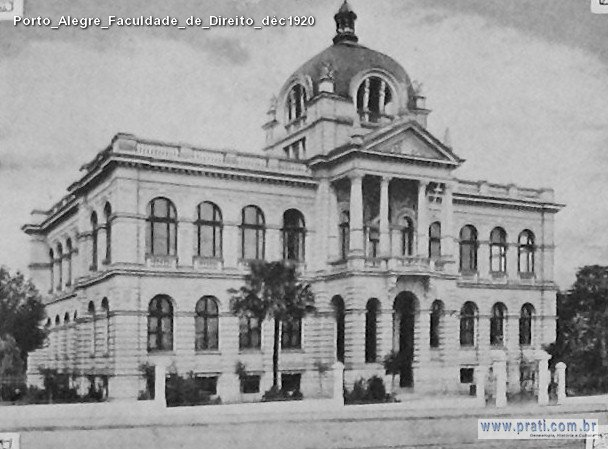
Foto antigua de la Facultad de Derecho. Hoy en día la fachada está casi oculta por los densos árboles

La Facultad Libre de Derecho de Porto Alegre, creada el 17 de febrero de 1900 como la primera de su tipo en la región sur de Brasil, fue uno de los hitos de la educación humanística en la UFRGS. Su sede se encuentra en la Avenida João Pessoa. El proyecto fue diseñado por el arquitecto Hermann Otto Menschen, inspirado en el palacio del káiser alemán Guillermo I, y la ejecución estuvo a cargo de la oficina de Rudolph Ahrons. Iniciada en 1908, la construcción se enfrentó a diversas dificultades financieras. Finalmente se recaudaron fondos tras colectas y kermesses, y se inauguró el 15 de julio de 1910 con un gran baile en casa de su director, el juez Manoel André da Rocha. Con el tiempo, el edificio albergó también la Escuela de Comercio de la Facultad de Derecho, cursos de la Facultad de Filosofía, Ciencias y Letras, y sectores del Rectorado. En 1951 fue ampliado para albergar la Biblioteca y el Aula Magna, y fue restaurado entre 2000 y 2004.
El edificio es un gran bloque rectangular de planta simétrica, con un sótano semisubterráneo y dos plantas más, una entrada centralizada y prominente con un pórtico monumental de tres vanos arqueados y frontón clásico con columnata corintia. El volumen de entrada está rematado por una torreta cubierta por una cúpula revestida de tejas escamadas, rematada por una linterna de base octogonal.
La fachada presenta un tratamiento superficial variado: el nivel inferior tiene un aspecto más sólido, pesado y rústico, mientras que el superior está tratado con más ligereza y elegancia. Presenta ventanas arqueadas, relieves con motivos vegetales y un plafón con cuatro esculturas de grifos en las esquinas, obra de Frederico Pellarin. El frontón triangular presenta una estatua de Themis, la diosa de la justicia. El vestíbulo está decorado con una escalera y una balaustrada de mármol con estucos de estilo veneciano, vidrieras que representan la Justicia, la Doctrina y la Ciencia, y pinturas murales. Este edificio ha sido declarado como Patrimonio Histórico Nacional.

### Instituto de Química

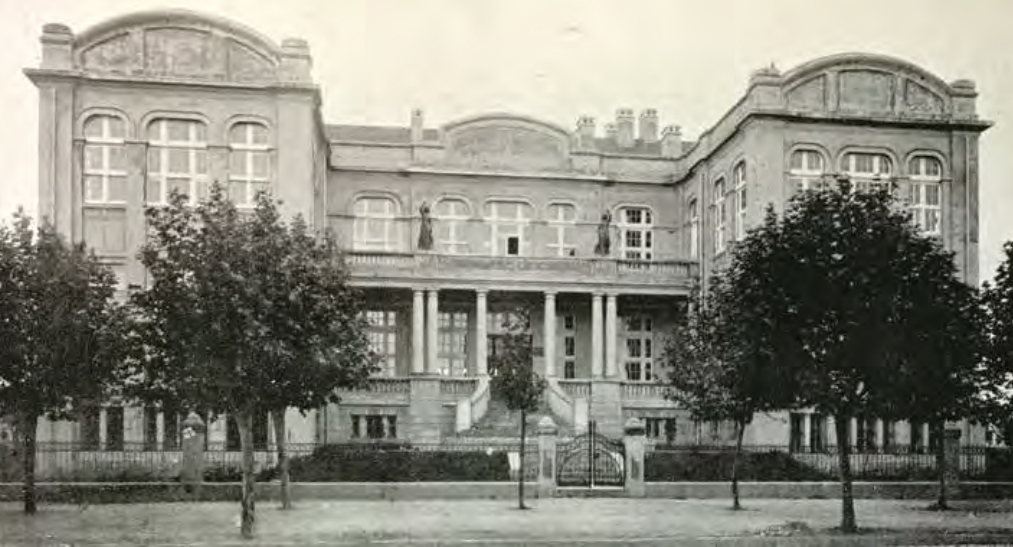
Instituto de Química en c. 1930

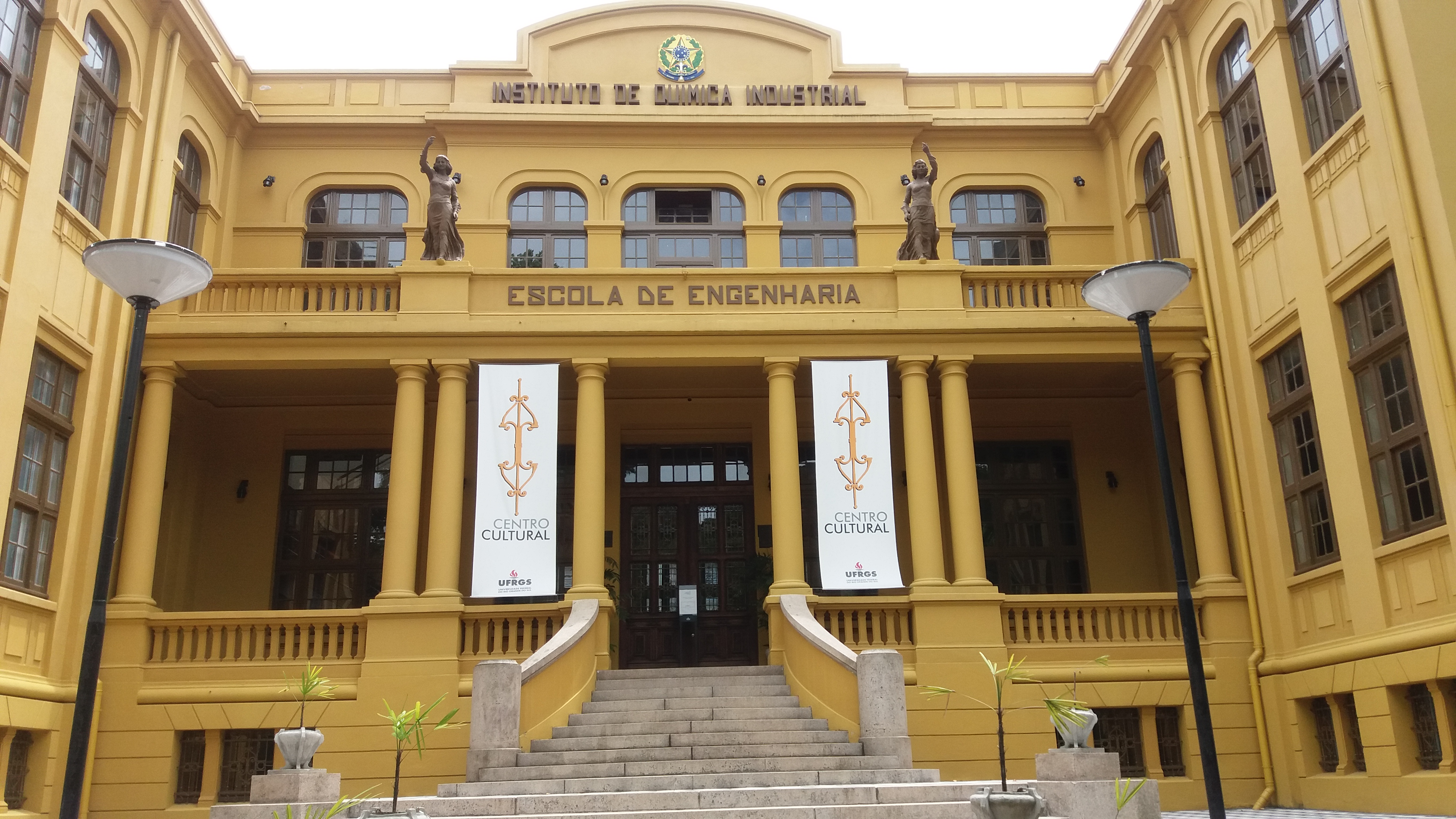
Instituto de Química en 2019

El programa de Química Industrial de la Facultad de Ingeniería fue creado en 1920 para atender a la creciente demanda interna de tecnología, cuya absorción de fuentes europeas había sido bloqueada después de la crisis resultante de la Primera Guerra Mundial. Ubicado primero en el Instituto Electrotécnico, debido a la expansión de sus actividades tuvo que trasladarse a otro local, en la rúa Luiz Englert. En 1925 el curso se transformó en el Instituto de Química Industrial, pasando a ser el Instituto de Ingeniería Química en 1955. En 1970 fue separado de la Escuela de Ingeniería.
El proyecto es de autoría desconocida y su construcción tuvo lugar entre 1922 y 1924, bajo la responsabilidad de la oficina de Francisco Andrighetto. La inauguración oficial, sin embargo, sólo tuvo lugar el 8 de junio de 1926, cuando se terminó el sótano. Recibió añadidos laterales en 1944. El edificio, de tres plantas, tiene una entrada retranqueada y dos bloques laterales salientes. La fachada tiene una escalera de acceso en el centro y una galería abierta protegida por una terraza, formando un mirador. Esta galería está realzada por la presencia de columnas toscanas que alternan entre dobles y sencillas y esculturas femeninas que simbolizan la química.
En 1981 el edificio fue desocupado con la transferencia del Instituto para el Campus Vale, siendo utilizado por órganos administrativos y algunos laboratorios, además de actividades de enseñanza. La restauración comenzó en 2015, recuperando las características originales y mejorando la accesibilidad. Sintiendo la necesidad de posibilitar las demandas de actividades culturales, durante el proceso de restauración la universidad acondicionó los antiguos laboratorios, aulas y dependencias administrativas, transformándolos en cuatro auditorios, siete salas polivalentes, cinco salas de exposiciones, dos estudios y una despensa.
El 20 de agosto de 2018, el antiguo Instituto de Química fue reinaugurado como Centro Cultural de la UFRGS, organizando talleres, actividades pedagógicas, exposiciones, visitas guiadas, espectáculos de teatro y música, cuentacuentos, eventos, lanzamientos de libros, conferencias, encuentros y seminarios. Según el Correio do Povo, a pesar de su reciente inauguración, el Centro Cultural de la UFRGS "ya forma parte de la vida cultural de Porto Alegre".

### Museo de la UFRGS

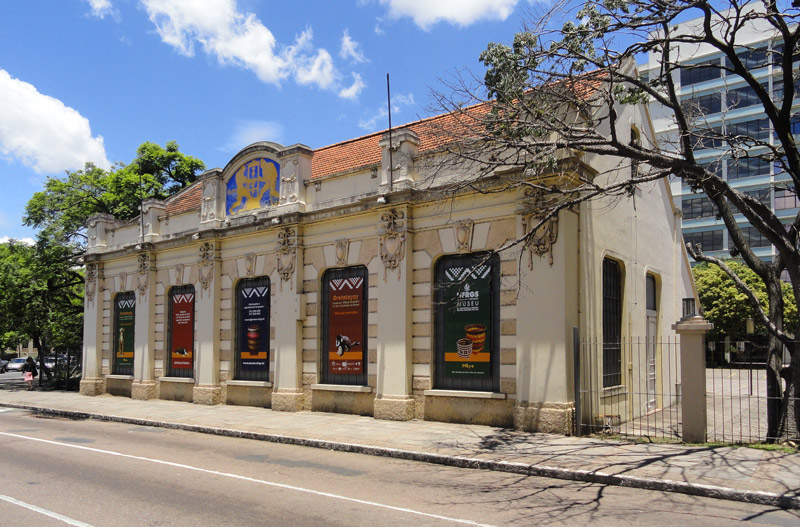
Museo de la UFRGS

La sede del Museo de la UFRGS fue proyectada por el ingeniero Manoel Itaqui. Construido en 1910 e inaugurado en 1915, fue ampliado en 1919. Inicialmente sirvió como Laboratorio de Resistencia de Materiales de la Escuela de Ingeniería, convirtiéndose en un organismo puntero en la investigación y desarrollo de nuevas tecnologías, especialmente las destinadas a la construcción civil. Entre 1943 y 1966 el edificio fue ocupado por el Instituto Tecnológico de Río Grande del Sur y, a partir de 1972, sirvió de laboratorio para el Curso de Tecnología del Cuero destinado a satisfacer la necesidad de mano de obra especializada en el sector del cuero, pasando a ser conocido como Edificio de Curtidurías y Curtidores.
La fachada principal, en la avenida Osvaldo Aranha, presenta un trazado simétrico, con cinco grandes ventanales, pilastras y platabanda con relieves decorativos, destacando un frontón con una pintura de dos figuras humanas operando una máquina, representando el trabajo. Originalmente se alzaba sobre un terreno rodeado de un muro y barandillas, que desaparecieron con el ensanchamiento de la avenida frente a él. A mediados de la década de 1990, el edificio había caído en decadencia y fue clausurado. Las obras de restauración y adaptación para albergar el museo tuvieron lugar entre 1999 y 2002.

### Facultad de Medicina

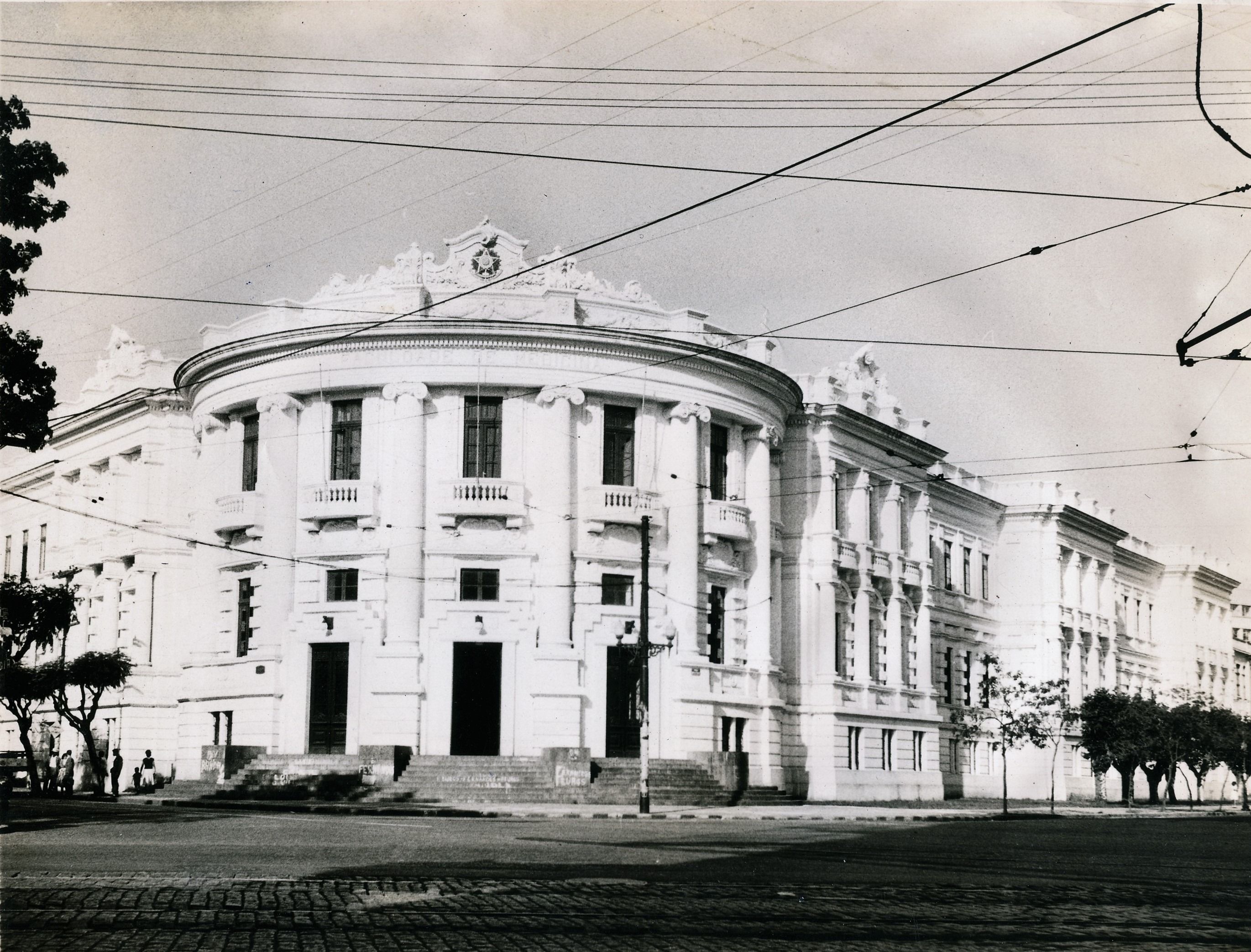
Antigua facultad de medicina, antes de que los árboles bloquearan la vista de la fachada

La Facultad Libre de Medicina fue fundada el 25 de julio de 1898 como resultado de la fusión del Curso de Parto de la Santa Casa de Misericórdia con la Escuela Libre de Farmacia y Química Industrial y, en el mismo año, se creó el Curso de Odontología. Inicialmente las clases se impartían en dos pequeñas salas de la Escuela Normal pero la rápida expansión de las actividades obligó a la construcción de una sede propia.
El terreno, ubicado en la rúa Sarmento Leite, donde estaba el antiguo Circo Taurino, fue donado por la Intendencia Municipal. Proyectado por Theodor Wiederspahn y construido por Rudolf Ahrons, su construcción comenzó en 1912, pero fue interrumpida en 1914 debido al estallido de la Primera Guerra Mundial. Con un préstamo del gobierno del estado, las obras se reanudaron en 1919, con el proyecto original muy modificado por Augusto Sartori que incluyó un gran volumen semicircular en la esquina, y sustituyó las estatuas que debían adornar la platabanda por jarrones ornamentales, y las grandes cúpulas de bronce que debían cubrir los bloques salientes con un techo común oculto por una platabanda y frontones. Los ornamentos creados por Frederico Pellarin se eliminaron posteriormente. La inauguración tuvo lugar el 31 de marzo de 1924..

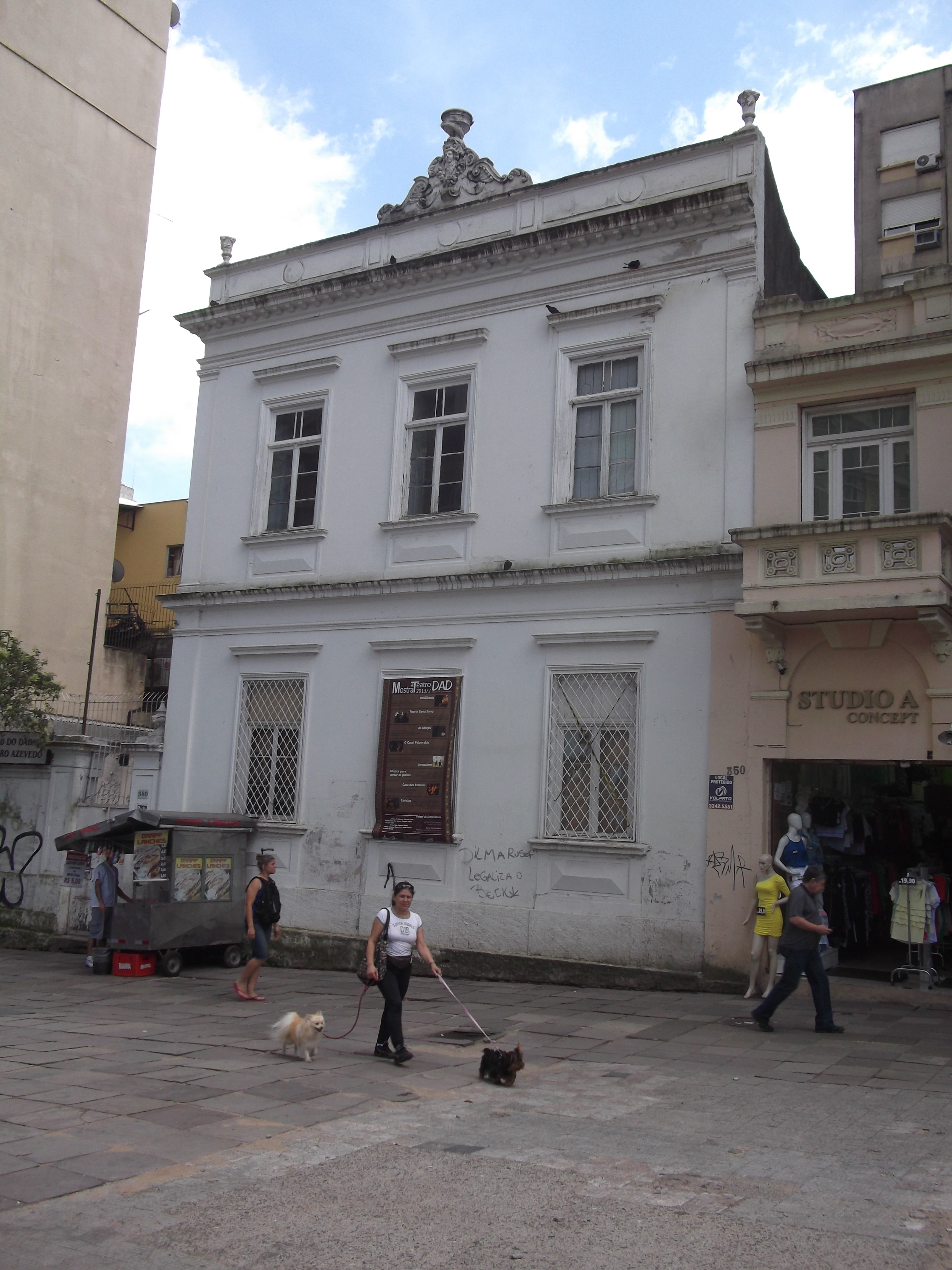
Antigua sede de odontología

En 1937 se amplió el ala derecha, que sufrió nuevas reformas en 1952 para albergar el Instituto Anatómico y el Anfiteatro y, en 1955, se amplió también el ala izquierda para albergar el Instituto de Fisiología y Microbiología completando un vasto edificio. Con la transferencia de la Facultad para el Hospital de Clínicas en 1974, los espacios fueron ocupados por el Instituto de Biociencias y, posteriormente, por el Instituto de Ciencias Básicas de la Salud.
De estilo ecléctico con fuerte influencia neobarroca, en su fachada destacan el bloque de entrada con pilastras jónicas del orden colosal, los vanos con balcón y balaustrada, la cornisa saliente con platabanda superior y el gran frontón profusamente decorado con el escudo de la República, volutas y otros arabescos esculpidos. Otros frontones más pequeños coronan los bloques secundarios del edificio que tiene varios volúmenes salientes, columnas y revestimientos que simulan piedra rústica. En el interior hay vidrieras y lámparas de bronce, y una gran escalera de mármol conduce al Salão Nobre (en español "Salón Noble"), decorado con un techo de estuco y pinturas murales.
Además de este edificio, la Facultad de Medicina contaba antiguamente con una gran casa en la avenida Salgado Filho construida a principios del siglo XX para albergar el Curso de Odontología. Se trata de un edificio neoclásico de volumen regular y fachada simétrica. Odontología permaneció allí hasta 1968 cuando se trasladó a la nueva sede terminada en el Campus de la Salud. Fue remodelado para albergar el Curso de Arte Dramático, entonces un departamento de la Facultad de Filosofía, que permanece allí hasta hoy, ahora vinculado al Instituto de Artes.

### Radio de la Universidad

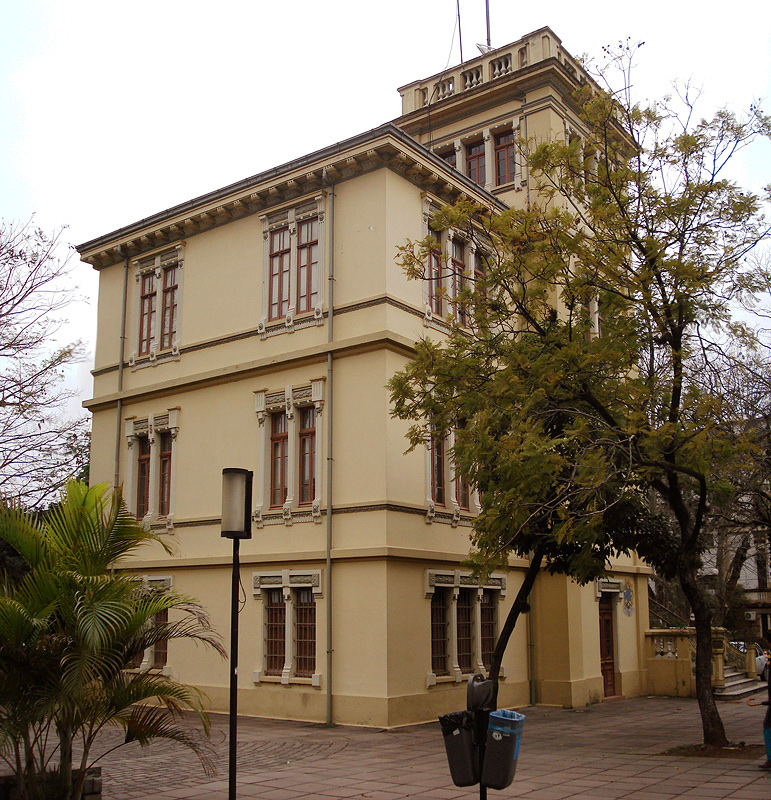
Radio Universitaria

Situado en la rúa Sarmento Leite, el edificio fue construido entre 1920 y 1921 donde antes había un velódromo. El proyecto de 1919 fue diseñado por Adolph Alfred Stern. Originalmente albergaba el Departamento de Meteorología y la Sección del Instituto Astronómico y Meteorológico de la Escuela de Ingeniería. A partir de 1942, los servicios meteorológicos fueron absorbidos por el Ministerio de Agricultura, Industria y Comercio y la sección fue desactivada. El 7 de marzo de 1960, tras una remodelación, se reabrió como sede de la Radio Universitaria que funcionaba en otro lugar desde el 1 de julio de 1950. Fue objeto de reparaciones en 1989 y 1992, y entre 2001 y 2002 fue completamente restaurada y reabierta el 15 de agosto de 2002.
La fachada, de líneas sobrias, tiene en la entrada una escalera de mármol que conduce al segundo piso, con barandilla hueca y herrajes, y en el rellano junto a la puerta de entrada hay un techo de hierro y cristales. El edificio está rematado por una pequeña torreta.

### Facultad de Agronomía

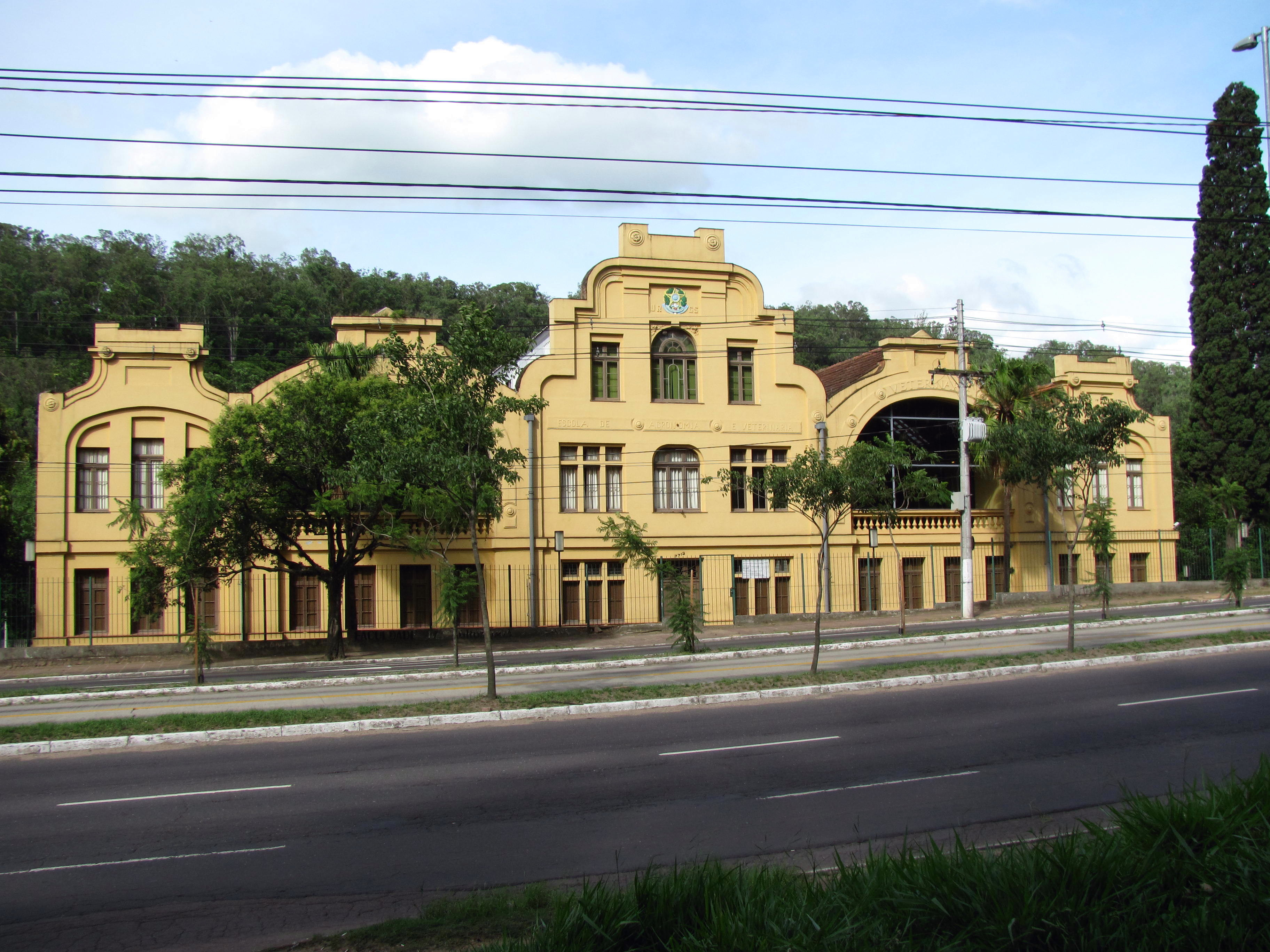
Facultad de Agronomía

Además del Campus Central, el edificio de la Facultad de Agronomía fue el único construido lejos del centro, en el Campus Vale, con dirección en la Avenida Bento Gonçalves. El Curso de Agronomía fue creado en 1898, adscrito a la Escuela de Ingeniería, y fue suprimido poco después de graduarse su primera promoción en 1902. En 1910 fue reestructurado y reabierto como Instituto de Agronomía y Veterinaria, dedicado a la formación de agrónomos y médicos veterinarios, así como de técnicos agrónomos y capataces rurales. El complejo contaba con modernas instalaciones, incluyendo un vivario, biblioteca, anfiteatro, hospital veterinario, residencias de profesores, pabellones de talleres, laboratorios y establos, albergando el Instituto, la Estación Experimental Agronómica, el Puesto de Zootecnia y el Patronato Agrícola.
En 1917 pasó a denominarse Instituto Borges de Medeiros. En 1934 fue separado de la Facultad de Ingeniería y transformado en Facultad de Agronomía y Veterinaria. En 1968, la Facultad de Veterinaria se dividió en un programa independiente y se trasladó a otro lugar.
El diseño del edificio data de 1909, obra del ingeniero Manoel Itaqui, y era bastante atrevido y original para la época. Su construcción se llevó a cabo entre 1910 y 1913, bajo la supervisión del ingeniero João Maria Palaof. El núcleo central tiene tres plantas y cada uno de los bloques laterales consta de un gran vestíbulo cubierto por una estructura en forma de arco, y un volumen en dos plantas. Restaurado, fue reinaugurado el 14 de octubre de 2009.

## Segunda Generación

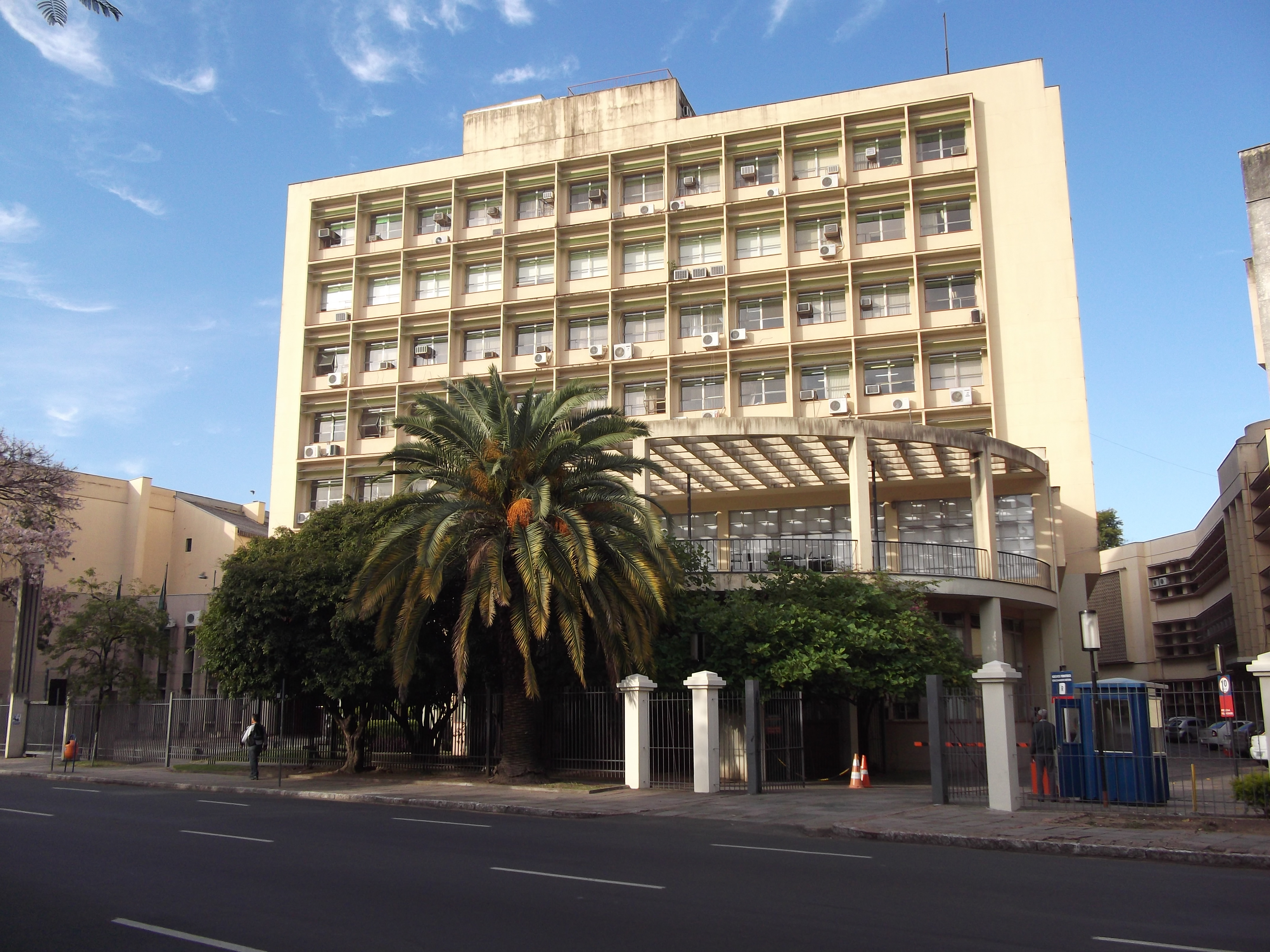
El Rectorado

La llamada "Segunda Generación" de edificios históricos de la UFRGS se construyó entre las décadas de 1950 y 1960, repartidos entre el Campus Central y el Campus de la Salud, a raíz de la federalización de la universidad y su rápida expansión, que requirió espacio físico adicional. A pesar de su gran interés arquitectónico e histórico, son menos conocidos y mucho menos estudiados.
Entre 1951 y 1964 se inauguraron los edificios de la Facultad de Filosofía, con los anexos del Anfiteatro y el Directorio Académico, el Instituto de Ciencias Naturales, el Pabellón Tecnológico del Instituto de Química, el Rectorado, el Salón de Actos, la Facultad de Ciencias Económicas, la Facultad de Arquitectura, la Nueva Ingeniería, el Colegio de Aplicación, la Facultad de Biblioteconomía y Comunicación, la Facultad de Odontología y la Facultad de Farmacia. Construidas en hormigón, en estilo modernista, su construcción se debe a negociaciones no siempre fáciles con el Municipio que, durante muchos años, mantuvo la idea de fragmentar y reurbanizar la zona del parque expulsando a la universidad. Con la construcción de nuevos campus, el Campus do Vale y el Campus Saúde, se reestructuró el congestionado Campus Central.
En la década de 1980, bajo la gestión del Rector Ferraz, a raíz del Proyecto del Centro Cultural, los edificios de Economía, Filosofía, Engenharia Nova, Salón de Actos y Rectorado fueron objeto de restauración y adaptación para nuevos usos. Todo el conjunto de la "Segunda Generación" fue incluido por el Municipio en el Inventario de Bienes Inmuebles de Valor Histórico, Cultural y de Tradición Significativa, excepto el Colegio de Aplicación, el Directorio Académico de Filosofía y el Pabellón Tecnológico. La protección del entorno concedida por el IPHAN a los dos antiguos edificios catalogados refuerza la necesidad de su conservación.

### Rectorado y Salón de Actos

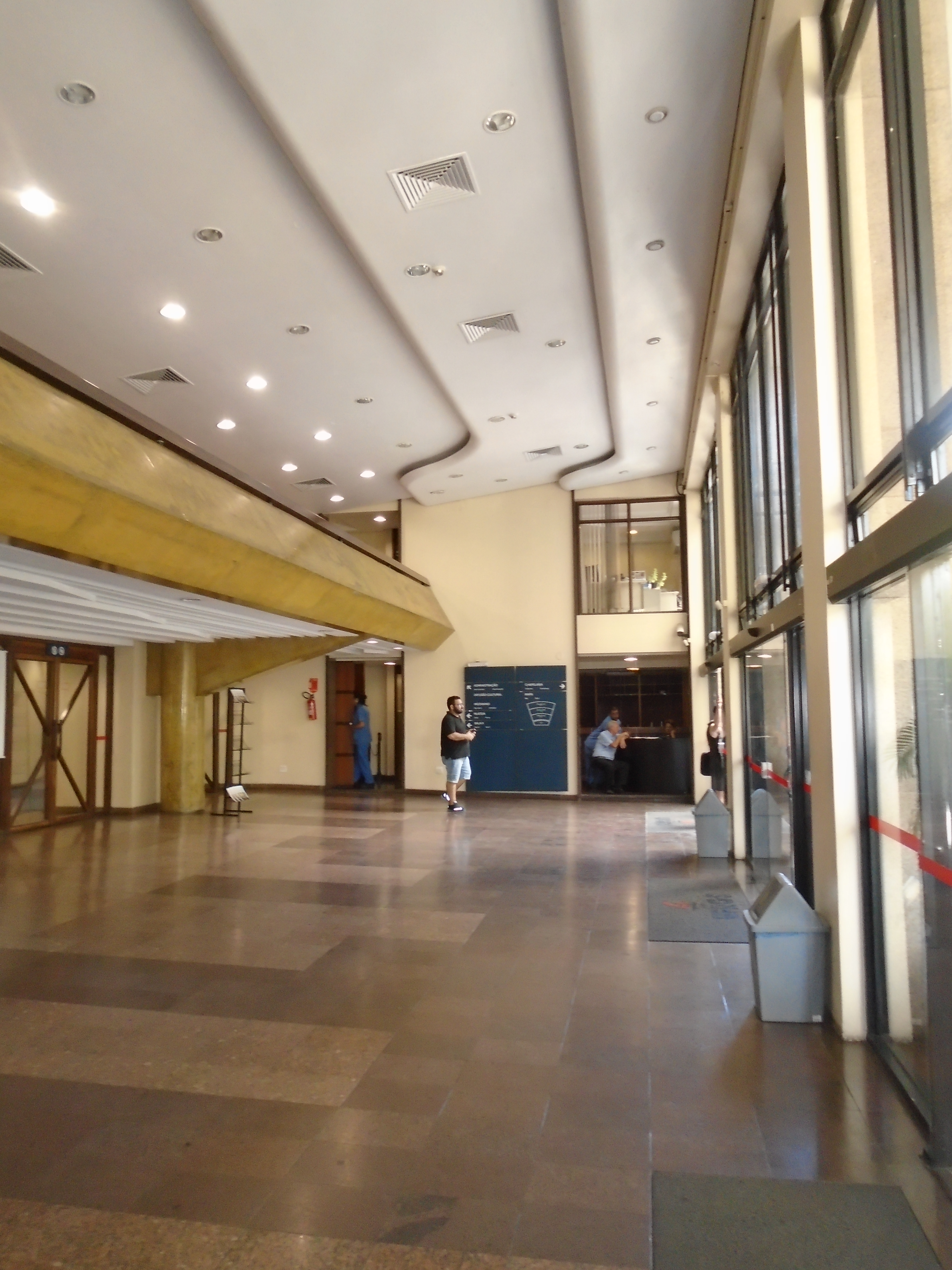
Vestíbulo del Salón de Actos

Cuando se fundó la Universidad, en 1934, su primer Rectorado estaba ubicado en el edificio de la Facultad de Derecho. En 1954 se trasladó al edificio de Económicas, a la espera de la finalización de su propia sede que se completó en 1957, dando lugar a un gran edificio para la administración central con un vasto Salón de Actos anexo. El proyecto fue de Fernando Petersen Lunardi, y los interiores, de Frederico Michel Miller, ambos profesores de la UFRGS. Situado en el Campus Central, el sitio elegido ya estaba siendo ocupado por un proyecto de construcción en curso destinado a albergar una clínica médica, pero se pagó una indemnización al principio y el sitio fue despejado.
El Rectorado tiene un bloque ancho en la base con un perfil redondeado en los extremos, con un gran vestíbulo, dos plantas con techos altos, donde hay grandes salas para actividades culturales, y un cuerpo elevado rectangular más esbelto con cinco plantas para salas de administración. El Salón de Actos es un gran bloque en forma de abanico de gran altura, con escenario, foso de orquesta, público y galerías en su interior, con capacidad para más de 2.000 espectadores, conectado con una entrada volumétrica inferior. Desde su construcción, el Rectorado sólo ha sufrido pequeñas reformas internas y, en 1986, el antiguo restaurante pasó a albergar a la Biblioteca Central. En 1987, el Salón de Actos fue reconstruido casi en su totalidad para adaptarlo al uso contemporáneo. Sus fachadas son sobrias, lineales y revestidas de cirex, con ritmos regulares de llenos y vacíos enfatizados por elementos de protección solar.

### Facultad de Ciencias Económicas

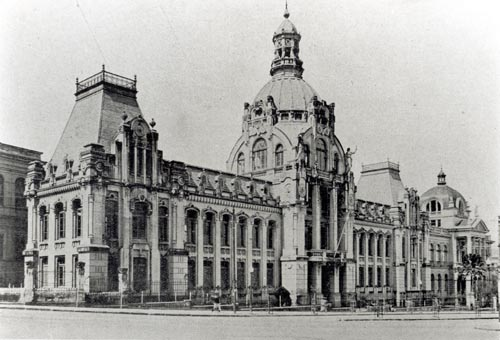
El antiguo edificio del Ginásio

Situado en la Avenida João Pessoa en el Campus Central, el edificio de la Facultad de Ciencias Económicas fue construido entre 1952 y 1954 sobre los cimientos restantes del Ginásio do Río Grande del Sur, originalmente un departamento de la Escuela de Ingeniería, fundada el 23 de marzo de 1900 y alojado en un edificio ecléctico monumental y ricamente decorado, que fue completamente destruido en un incendio en 1951. La Facultad de Ciencias Económicas se fundó en 1909 como Escuela de Comercio, departamento de la Facultad de Derecho. Se desconoce el autor del proyecto. Con cuatro plantas, el volumen del nuevo edificio es muy similar al del antiguo Ginasio, aunque tiene un aspecto completamente diferente en consonancia con la estética modernista. El edificio albergó también el Rectorado durante un breve periodo (1954-1957), hasta que se terminó su propia sede. En 1959 se amplió el ala derecha por la parte posterior para crear un auditorio, un despacho modelo y nuevas aulas, recibiendo posteriormente pequeñas ampliaciones..

### Engenharia Nova

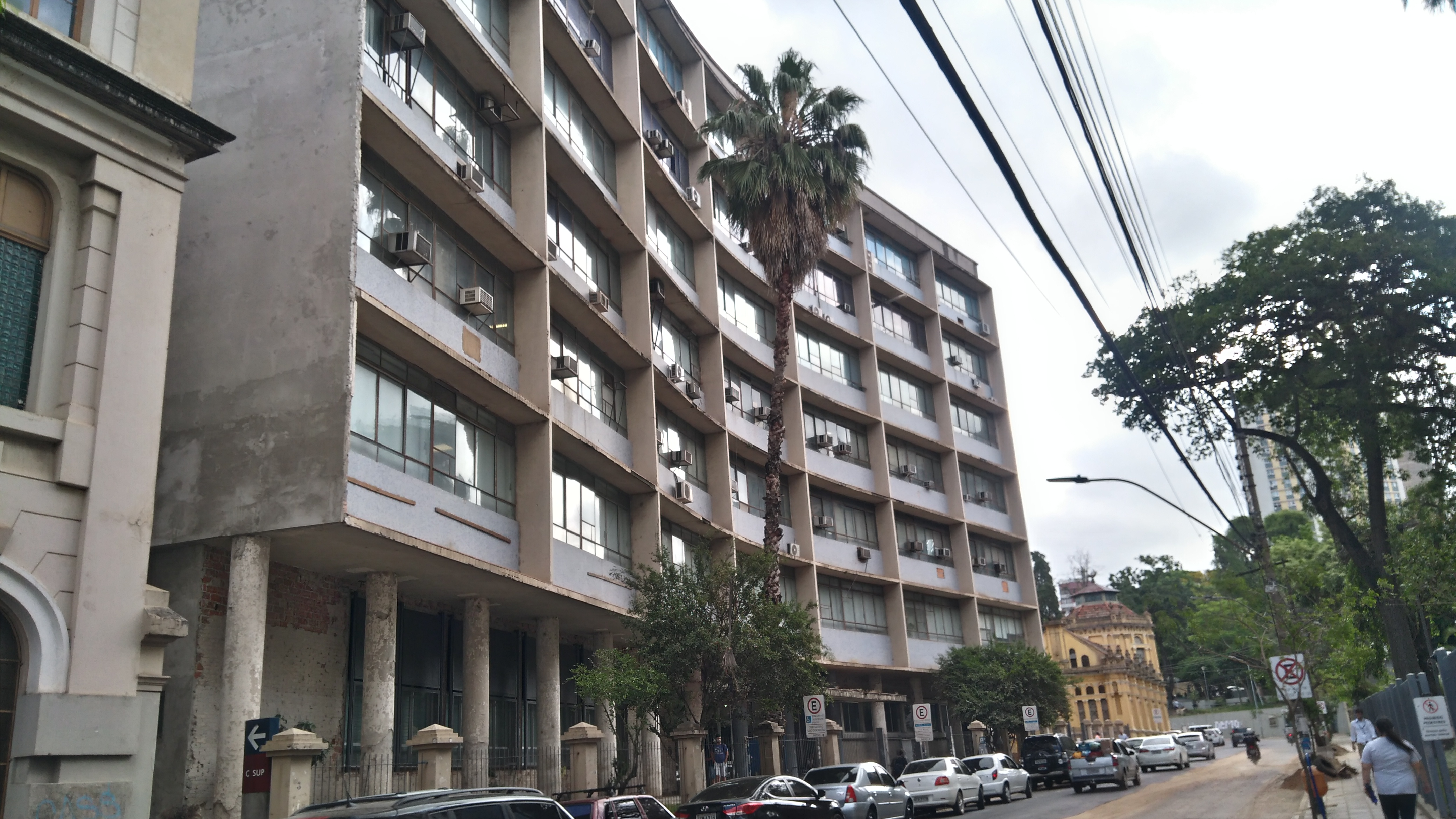
"Engenharia Nova"

Situado en la Avenida Osvaldo Aranha en el Campus Central, el edificio fue diseñado originalmente para albergar la Facultad de Arquitectura pero más tarde los planes cambiaron. Fue construido entre 1955 y 1960, según proyecto de Hélio Nunes Wagner. Tiene siete plantas, 50 aulas, 10 laboratorios, una gran biblioteca y seis anfiteatros. La fachada es cóncava, con grandes columnas en la base, y encima una secuencia de barras regulares de espacios llenos y vacíos. La entrada está protegida por una marquesina volada y las aberturas por una reja. En la parte posterior hay un bloque de dimensiones similares, interconectado con el bloque frontal por el bloque del anfiteatro, formando una planta en forma de H. Su exterior conserva su configuración original, pero el vestíbulo ha sufrido varias reformas. Entre 2011 y 2012 se remodeló completamente la biblioteca de la segunda planta y se restauró la fachada. Sigue siendo utilizado por la Escuela de Ingeniería, con aulas, departamentos de posgrado, laboratorios y biblioteca..

### Antigua Facultad de Filosofía

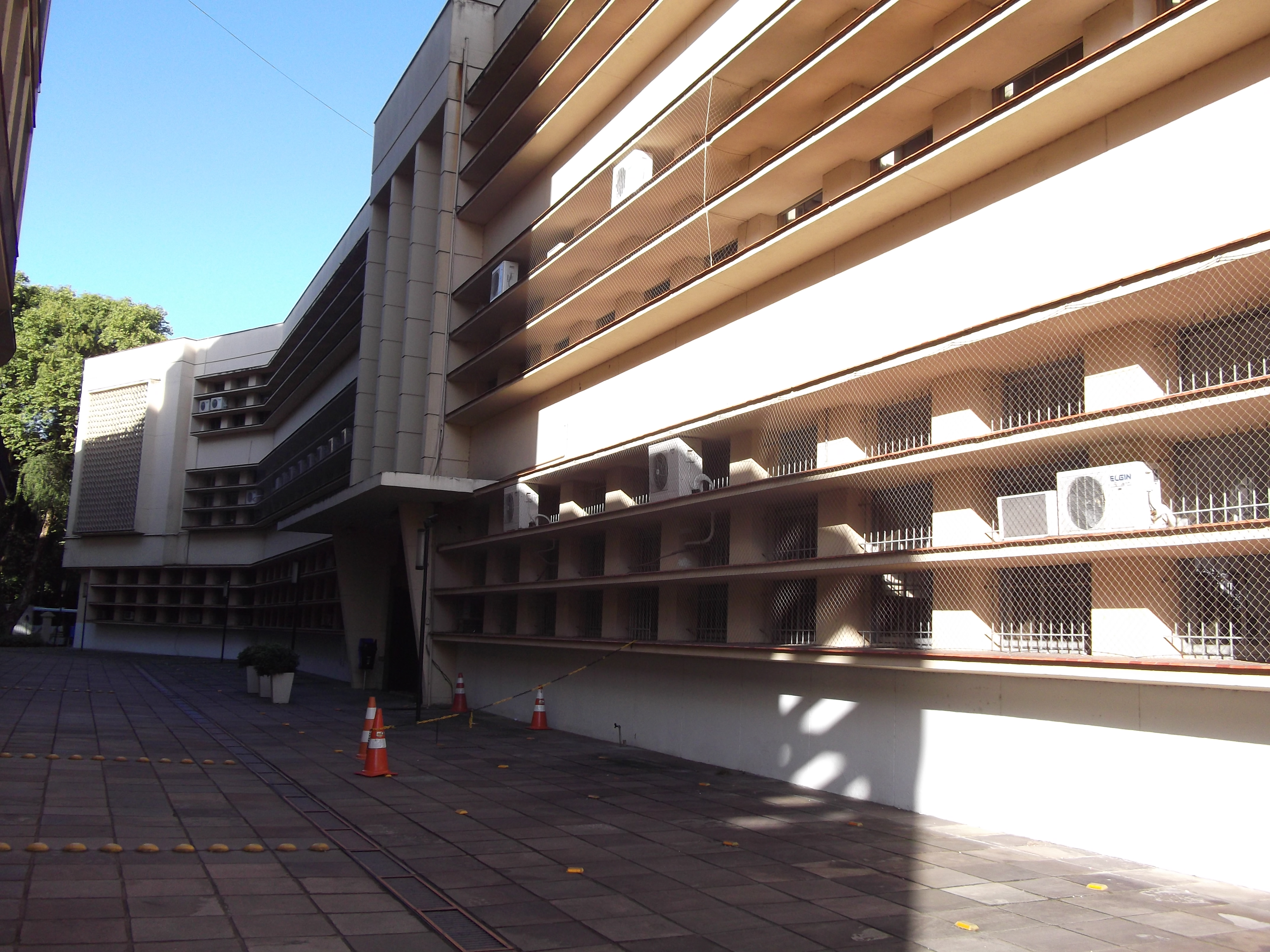
Detalle de la fachada de la Antigua Facultad de Filosofía

El complejo de la Facultad de Filosofía está situado en la Avenida Paulo Gama, en el Campus Central, y está formado por cuatro bloques: la Facultad, con planta en forma de barra con dos inflexiones, construida entre 1951 y 1954; el Instituto de Ciencias Naturales, construido entre 1953 y 1955, un bloque rectangular adosado al extremo de la Facultad; el Anfiteatro, un bloque de planta baja e irregular adosado al centro de la Facultad, y el Directorio Académico, un pequeño bloque en forma de L entre el Anfiteatro y el Instituto de Ciencias, el único independiente. Todos son de hormigón armado y tienen un tratamiento similar y simétrico, con fachadas sobrias y de líneas rectas, que acentúan el ritmo creado por los huecos protegidos por marquesinas y parasoles. Junto a Filosofía funcionaban Historia, Literatura y Ciencias Sociales.
En la década de 1970, estos departamentos se trasladaron al Campus do Vale y, posteriormente, los edificios fueron ocupados por diferentes institutos universitarios y sufrieron diversos cambios estructurales. El Anfiteatro albergó la Biblioteca Central de la UFRGS, que permaneció allí hasta la década de 1980, cuando el Anfiteatro y el Directorio Académico fueron completamente renovados para albergar las salas de teatro y cine Qorpo Santo y Redenção. En la década de 2010, este complejo se transformó en los Anexos I y III del Rectorado, que albergan aulas, diversos sectores administrativos de la UFRGS y servicios como un snack bar y sucursales bancarias mientras que el cine y el teatro también permanecen activos..
Centro de promoción del pensamiento humanista, la historia de estos edificios está vinculada a la resistencia política durante la dictadura militar brasileña.Varios profesores fueron perseguidos y depurados, y el Directorio Académico fue uno de los primeros centros académicos en defender la redemocratización y la amnistía para los presos y exiliados políticos.

### Facultad de Arquitectura

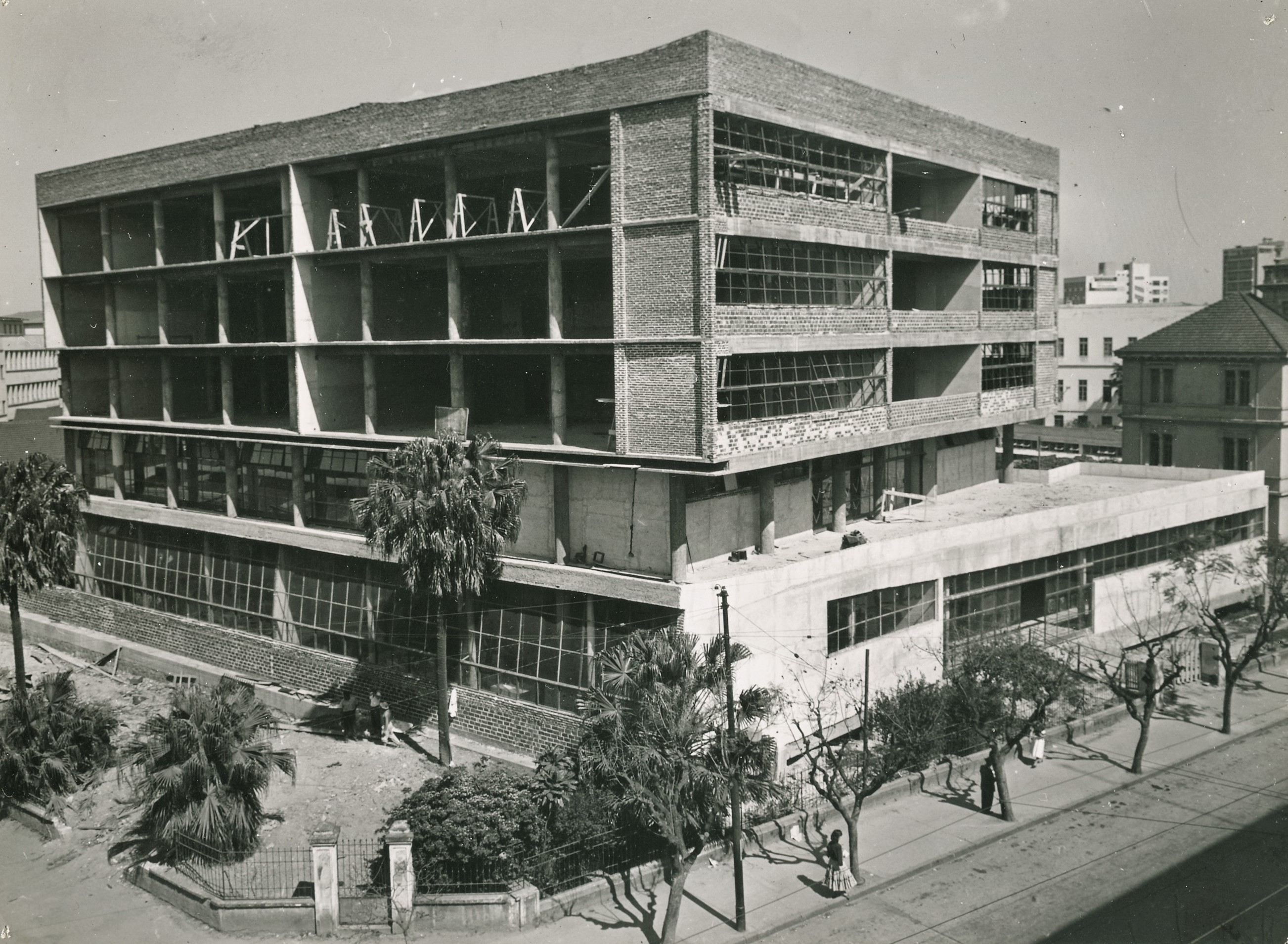
La Facultad de Arquitectura en construcción

Construida en el Campus Central, entre 1954 y 1957, según proyecto de Cláudio Fischer, su construcción fue inicialmente embargada por el Municipio por estar encima de una avenida en proyecto. Tras un acuerdo con el Municipio, el proyecto se redujo en altura y longitud. Tiene 5 plantas (base, planta baja elevada con pilotis y 3 plantas más), dos bloques superpuestos de diferentes tamaños y una austera fachada lineal con ventanas de lazo. En la década de 1980 se añadieron volúmenes para un bar y un transformador en la planta baja, junto al acceso secundario. También se modificaron otros espacios internos. En la década de 2000 se restauró la fachada. Según Comas & Piñón, es "el ejemplo más claro de la aplicación de principios estéticos y constructivos modernos dentro del Campus Central de la universidad".

### El antiguo Colegio de Aplicación

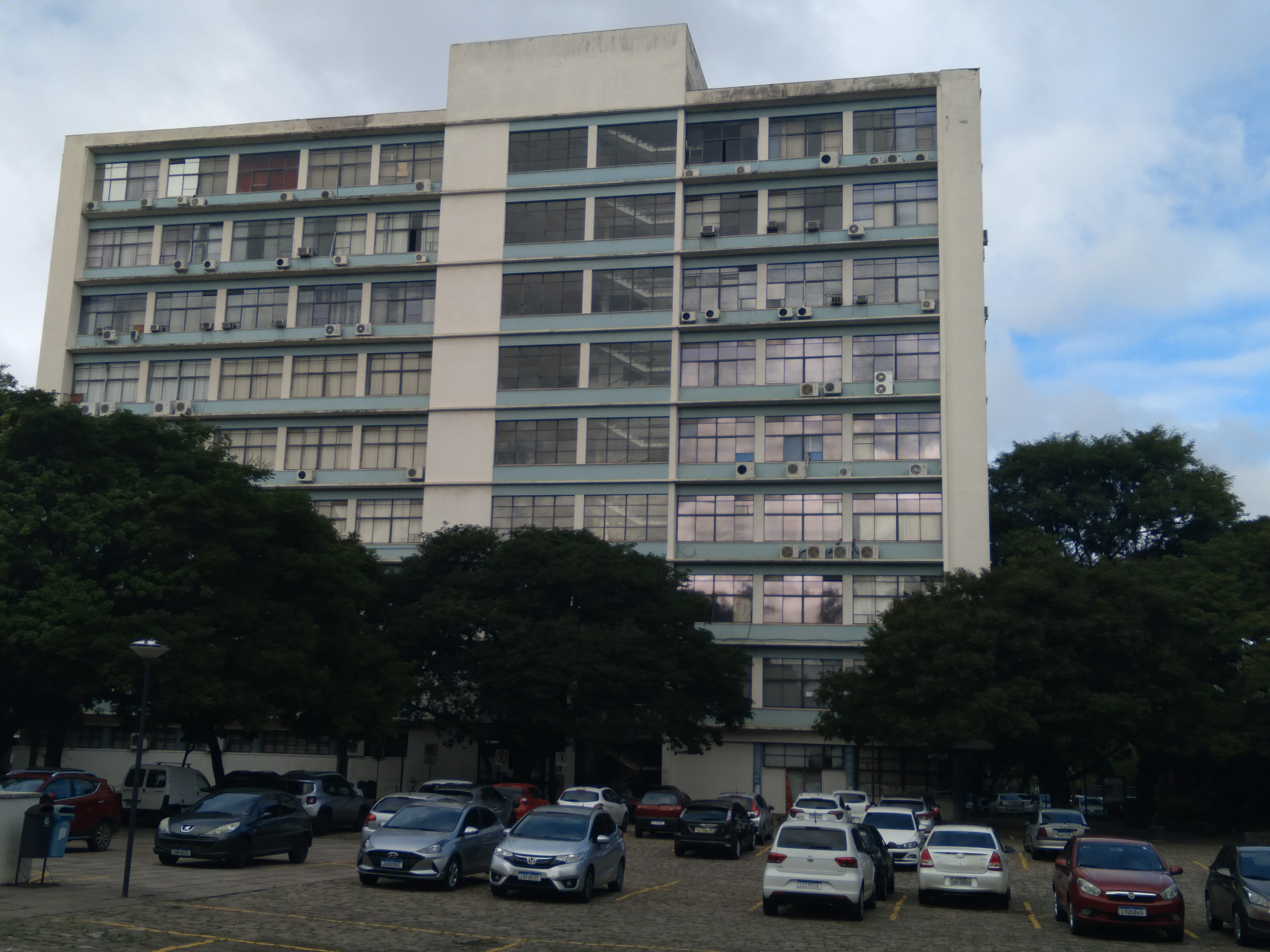
El Colegio de Aplicación

Construido en el Campus Central, entre 1960 y 1964, según proyecto de Arlette Schneider, para albergar al Colegio de Aplicación que formaba futuros profesores de enseñanza media y normal, además de funcionar como escuela experimental, el edificio sólo fue ocupado en 1966. En 1970, parte del espacio se transfirió a la Facultad de Educación. En 1996, el Colegio de Aplicación fue transferido al Campus do Vale, dando a la Facultad de Educación la oportunidad de ocupar todo el edificio. Con diez plantas, su volumetría se compone de dos bloques dispuestos en cruz asimétrica, uno para aulas y el otro para vestíbulo, circulación, aseos y otras dependencias. La fachada norte está protegida del sol por brises horizontales. La fachada tiene marcos metálicos y mampostería con revestimiento de azulejos cerámicos, lo que acentúa el patrón rítmico horizontal. El edificio ha sufrido intervenciones, pero fue restaurado entre 2011 y 2013, recuperando elementos originales de la fachada.Para Almeida & Lima, "durante muchos años, el edificio de la Facultad de Educación ha sido una especie de icono, destacando por su arquitectura modernista, audaz para la década de 1960, en medio del Campus Central de la UFRGS".

### Facultad de Farmacia

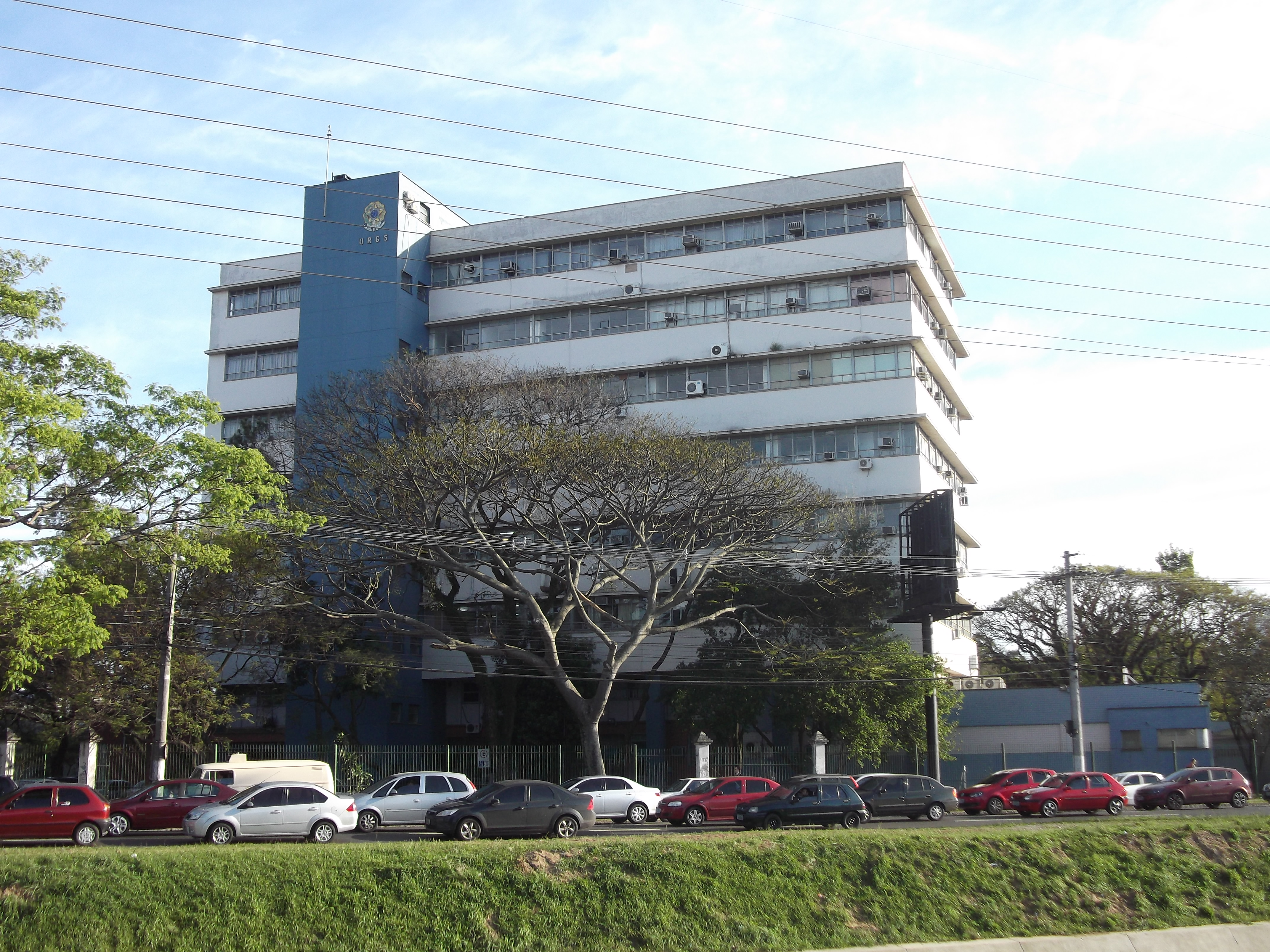
Facultad de Farmacia

El edificio de la Facultad de Farmacia, situado en la Avenida Ipiranga, fue el segundo que se construyó en el Campus de la Salud, después del Hospital de Clínicas, para albergar la facultad creada en 1898 y que hasta entonces había deambulado por diversos espacios prestados. El proyecto fue diseñado por Flávio Figueira Soares y Lincoln Ganzo de Castro y recibió una Mención de Honor en el I Salón Panamericano de Arte de Porto Alegre, en 1958. Se construyó entre 1954 y 1958. Con ocho pisos, tiene un volumen compacto con un prisma regular, una base separada del volumen principal por pilotis y una terraza, intersecada por otro volumen más pequeño para circulación y aseos. Las ventanas son en cinta horizontal, con brises cruzadas.

### Facultad de Biblioteconomía y Comunicación

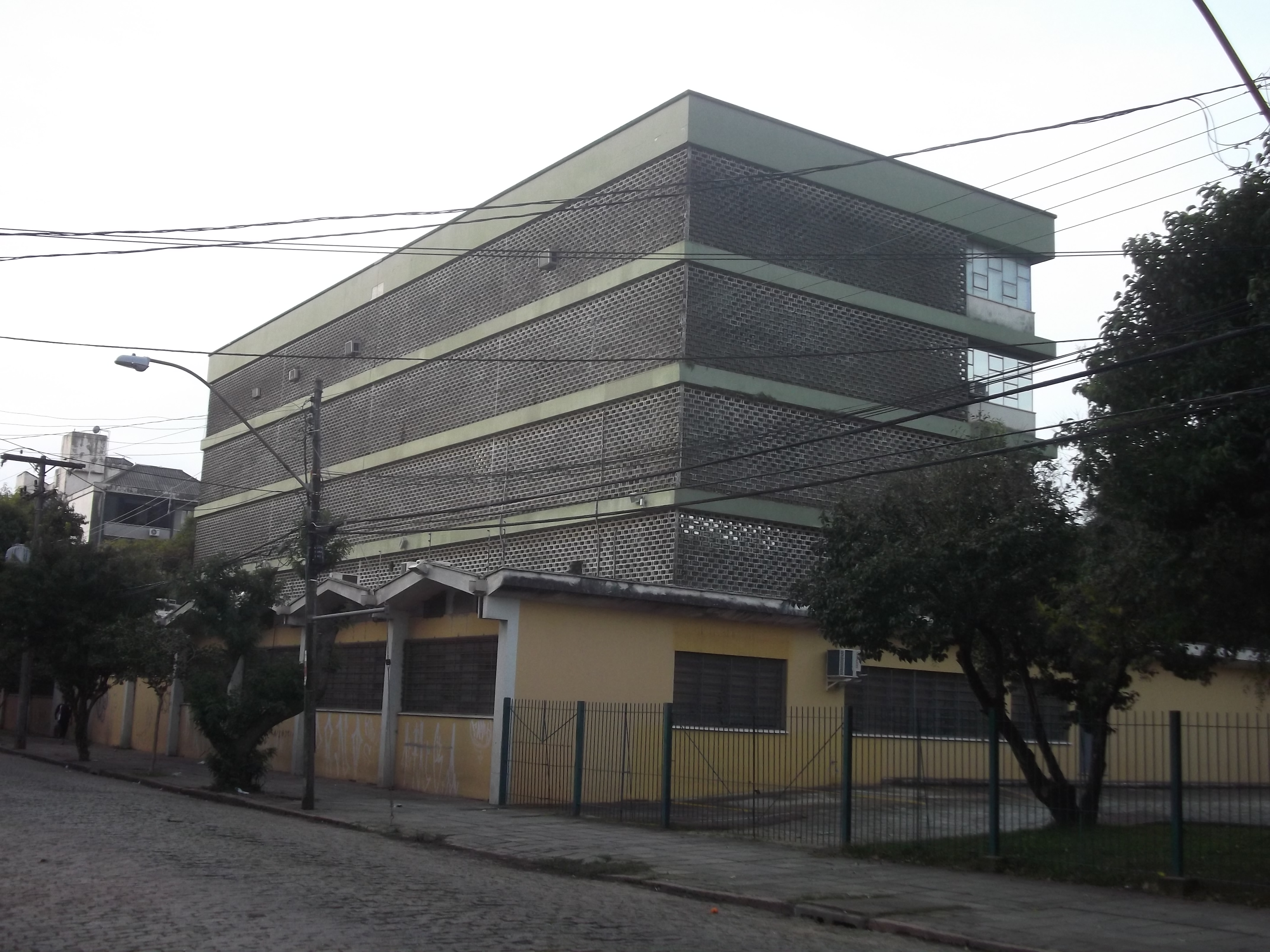
sede FABICO

La Facultad de Biblioteconomía y Comunicación (FABICO) tiene su sede en un edificio ubicado en la rúa Ramiro Barcelos anexo al Campus de la Salud. Fue diseñado por Emil Bered y construido entre 1960 y 1964. Originalmente se construyó para albergar la Imprenta y el Almacén de la UFRGS, que fue perdiendo espacio en favor de FABICO que se hizo cargo de todo el edificio en 2006. Con cinco pisos, volumetría regular, base más ancha que el cuerpo, ventanas en cinta, protección solar en retícula de bloques huecos en las fachadas oeste, norte y sur, su estilo es una variante brutalista del modernismo, con apariencia de edificio industrial, acentuada por la marquesina en zig-zag en la base.

### Facultad de Odontología

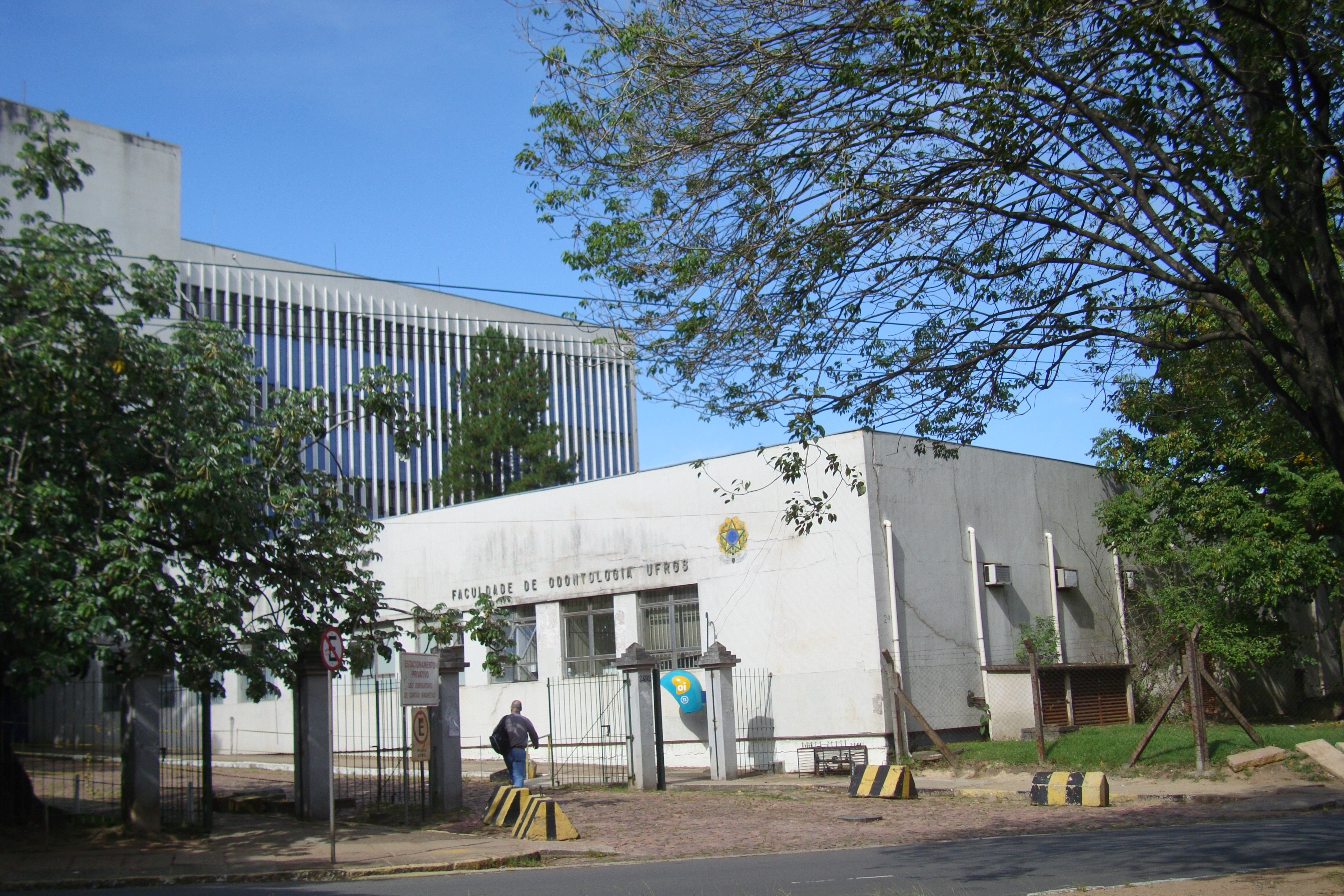
Facultad de Odontología

La Facultad de Odontología está instalada en un edificio del Campus de la Salud, ubicado en la rúa Ramiro Barcelos. Diseñado por Emil Bered, proyecto que ganó la Medalla de Plata en la 1.ª Exposición de Arquitectura de Río Grande del Sur, en 1960. La construcción tuvo lugar entre 1959 y 1964 y la Facultad, fundada en 1898, se trasladó allí en 1968. El edificio tiene dos grandes bloques que se cruzan, uno de una sola planta con un patio interior, y el otro un bloque de barras verticales con cuatro plantas. Tiene brises horizontales en la fachada este y brises verticales en la oeste. Se considera uno de los iconos de la arquitectura modernista de la ciudad.

## Capilla de San Pedro
Con una historia no relacionada con la universidad, la Capilla de San Pedro, situada en el municipio de Eldorado do Sul, formaba parte de la antigua Fazenda Evangelina y fue construida en 1893. Es un edificio pequeño y sencillo, un simple bloque empedrado con una puerta de bandera triangular y dos vidrios laterales, coronado por un frontón triangular, rematado por una cruz y dos pináculos a los lados. Hay un bloque lateral más pequeño para la sacristía. Entró en posesión de la UFRGS en 1960 cuando la institución adquirió la finca para instalar allí la Estación Experimental Agronómica. La capilla está catalogada por el Municipio de Eldorado y por el Estado de Río Grande del Sur. En 2024 pasó por una restauración completa.